# Xi Jinping
Xi Jinping (/ˌʃiː dʒɪnˈpɪŋ/; Chinês: 习近平; Pequim, 15 de junho de 1953), é um político chinês que tem servido como Secretário-Geral do Partido Comunista da China (PCCh), Presidente da Comissão Militar Central (CMC) desde 2012 e Presidente da República Popular da China (RPC) desde 2013. Xi tem sido, desde 2012, o líder político mais proeminente da China. Em outubro de 2022, Xi foi reeleito para um terceiro mandato como Secretário-Geral do PCCh, algo que não acontecia desde a morte de Mao Tsé-Tung.
Filho do veterano comunista chinês Xi Zhongxun, foi exilado para o condado rural de Yanchuan na adolescência, após a purga do seu pai durante a Revolução Cultural, e viveu numa caverna na aldeia de Liangjiahe, onde aderiu ao PCCh e trabalhou como secretário do partido. Depois de estudar engenharia química na Universidade de Tsinghua como "Estudante Operário-Camponês-Soldado", Xi ascendeu politicamente às fileiras nas províncias costeiras da China. Xi foi Governador de Fuquiém de 1999 a 2002, antes de se tornar Governador e Secretário do Partido do vizinho Chequião de 2002 a 2007. Após a demissão do Secretário do Partido de Xangai, Chen Liangyu, Xi foi transferido para o substituir por um breve período em 2007. Posteriormente, juntou-se ao Comité Permanente do Politburo e serviu como primeiro secretário do Secretariado Central em outubro de 2007. Em 2008 foi designado como presumível sucessor de Hu Jintao como líder supremo; para esse fim, Xi foi nomeado Vice-Presidente da República Popular da China e Vice-Presidente da Comissão Militar Central. Recebeu oficialmente o título de "núcleo de liderança" do Partido Comunista Chinês (PCCh) em 2016. Xi foi mesmo membro do 17º, 18º e 19º Comité Permanente do Politburo do PCC desde 2007. Em 2018, foram abolidos os limites de mandato presidencial.
Xi é o primeiro Secretário-Geral do Partido Comunista nascido após o estabelecimento da República Popular da China. Desde que assumiu o poder, Xi introduziu medidas de grande alcance para impor a disciplina do partido e manter a unidade interna. A sua campanha anti-corrupção levou à queda de altos funcionários do Partido Comunista em exercício e reformados, incluindo membros do Comité Permanente do Politburo. Também decretou ou promoveu uma política externa mais assertiva, particularmente no que diz respeito às relações China-Japão, às reivindicações da China no Mar do Sul da China. Tem procurado expandir a influência africana e eurasiática da China através da Iniciativa "Nova Rota da Seda".
Como figura central da quinta geração de liderança da República Popular, Xi tem centralizado significativamente o poder institucional, assumindo uma vasta gama de posições de liderança, incluindo a presidência da recém-formada Comissão de Segurança Nacional do PCCh, bem como novos comités directivos sobre reformas económicas e sociais, reestruturação e modernização militar, e a Internet. Os pensamentos políticos de Xi foram incorporados nas constituições do partido e do Estado. Tem sido descrito por alguns académicos como um líder autoritário e por outros como um ditador, citando um aumento da censura e da vigilância em massa, uma deterioração dos direitos humanos, um culto à personalidade que se desenvolve à sua volta, e a remoção de limites de mandato sob a sua liderança.

## Infância e educação
Xi Jinping nasceu em Pequim em 15 de junho de 1953, é o segundo filho de Xi Zhongxun e sua esposa Qi Xin. Após a fundação da RPC em 1949, o pai de Xi ocupou uma série de cargos, incluindo chefe de propaganda do partido, vice-primeiro-ministro e vice-presidente do Congresso Nacional do Povo. Xi tinha duas irmãs mais velhas, Qiaoqiao, nascida em 1949 e An'an (chinês: 安安, pinyin: Ān'ān), nascida em 1952. O pai de Xi era do condado de Fuping, Shaanxi, e Xi poderia rastrear sua descendência patrilinear de Xiying em Dengzhou, Henan.
Xi foi para a Escola N.º  25 de Pequim, e depois para a Escola Bayi de Pequim, na década de 1960. Ele se tornou amigo de Liu He, que frequentou a Escola N.º 101 de Pequim no mesmo distrito, mais tarde Liu se tornou o vice-primeiro-ministro da China e um conselheiro próximo de Xi depois que ele se tornou o Líder Supremo da China. Em 1963, quando ele tinha 10 anos, seu pai foi expurgado do PCCh e enviado para trabalhar em uma fábrica em Luoyang, Henan. Em maio de 1966, a Revolução Cultural interrompeu a educação secundária de Xi quando todas as aulas secundárias foram interrompidas para que os alunos criticassem e brigassem com seus professores. Militantes estudantis saquearam a casa da família Xi e uma das irmãs de Xi, Xi Heping, cometeu suicídio devido à pressão.
Mais tarde, sua mãe foi forçada a denunciar publicamente seu pai, pois ele desfilava diante de uma multidão como inimigo da revolução. Seu pai foi posteriormente preso em 1968, quando Xi tinha 15 anos. Sem a proteção de seu pai, Xi foi enviado para trabalhar na vila de Liangjiahe, Wen'anyi, condado de Yanchuan, Yan'an, Shaanxi, em 1969 na campanha de envio ao campo de Mao Zedong. Ele trabalhou como secretário do partido em Liangjiahe, onde morava em uma caverna. Segundo pessoas que o conheceram, essa experiência o levou a sentir afinidade com os pobres do campo. Depois de alguns meses, incapaz de suportar a vida no campo, fugiu para Pequim. Ele foi preso durante uma repressão aos desertores do campo e enviado para um campo de trabalho para cavar valas, mas depois voltou para a aldeia, passando um total de sete anos lá.
Os infortúnios e o sofrimento de sua família em seus primeiros anos endureceram a visão de Xi sobre a política. Durante uma entrevista em 2000, ele disse: "As pessoas, com pouco contato com o poder, que estão longe dele, sempre veem essas coisas como misteriosas e novas. Mas o que vejo não são apenas as coisas superficiais: o poder, as flores, a glória, os aplausos. Eu vejo os bullpens e como as pessoas podem soprar quente e frio. Eu entendo a política em um nível mais profundo." Os "bullpens" eram uma referência às casas de detenção dos Guardas Vermelhos durante a Revolução Cultural.
Após ser rejeitado sete vezes, Xi ingressou na Liga da Juventude Comunista da China em 1971, tornando-se amigo de um funcionário local. Ele se reuniu com seu pai em 1972, devido a uma reunião familiar ordenada pelo primeiro-ministro Zhou Enlai. A partir de 1973, ele se inscreveu dez vezes para ingressar no PCCh e foi finalmente aceito em sua décima tentativa em 1974. De 1975 a 1979, Xi estudou engenharia química na Universidade de Tsinghua como estudante de operário-camponês-soldado em Pequim. Os graduados em engenharia gastavam cerca de 15 por cento de seu tempo estudando o pensamento marxista-leninista-mao Zedong e 5 por cento de seu tempo fazendo trabalho agrícola e "aprendendo com o Exército de Libertação Popular".

## Carreira política precoce
De 1979 a 1982, Xi serviu como secretário do ex-subordinado de seu pai, Geng Biao, então vice-primeiro-ministro e secretário-geral do CMC. Em 1982, ele foi enviado para o condado de Zhengding, em Hebei, como vice-secretário do partido no condado de Zhengding. Ele foi promovido em 1983 a secretário, tornando-se o principal funcionário do condado. Posteriormente, Xi serviu em quatro províncias durante sua carreira política regional: Hebei (1982–1985), Fujian (1985–2002), Zhejiang (2002–2007) e Xangai (2007). Xi ocupou cargos no Comitê Municipal do Partido de Fuzhou e tornou-se presidente da Escola do Partido em Fuzhou em 1990. Em 1997, foi nomeado membro suplente do 15º Comitê Central do PCCh. No entanto, dos 151 membros suplentes do Comitê Central eleitos no 15º Congresso do Partido, Xi recebeu o menor número de votos a favor, colocando-o em último lugar no ranking de membros, ostensivamente devido a sua condição de príncipe vermelho.
De 1998 a 2002, Xi estudou teoria marxista e educação ideológica na Universidade de Tsinghua, graduando-se com doutorado em direito e ideologia em 2002. Em 1999, ele foi promovido ao cargo de vice-governador de Fujian e tornou-se governador um ano depois. Em Fujian, Xi fez esforços para atrair investimentos de Taiwan e fortalecer o setor privado da economia provincial. Em fevereiro de 2000, ele e o então secretário provincial do partido, Chen Mingyi, foram chamados perante os principais membros do Comitê Permanente do Politburo – secretário-geral Jiang Zemin, primeiro-ministro Zhu Rongji, vice-presidente Hu Jintao e secretário de Inspeção Disciplinar Wei Jianxing – para explicar aspectos do escândalo Yuanhua.
Em 2002, Xi deixou Fujian e assumiu cargos políticos de liderança na vizinha Zhejiang. Ele acabou assumindo o cargo de secretário provincial do Comitê do Partido após vários meses como governador interino, ocupando um cargo provincial importante pela primeira vez em sua carreira. Em 2002, foi eleito membro titular do 16º Comitê Central, marcando sua ascensão ao cenário nacional. Enquanto estava em Zhejiang, Xi presidiu com taxas de crescimento médias de 14% ao ano. Sua carreira em Zhejiang foi marcada por uma postura dura e direta contra funcionários corruptos. Isso lhe rendeu um nome na mídia nacional e chamou a atenção dos principais líderes da China. Entre 2004 e 2007, Li Qiang atuou como chefe de gabinete de Xi por meio de seu cargo de secretário-geral do Comitê do Partido de Zhejiang, onde ambos desenvolveram laços estreitos.
Após a demissão do secretário do Partido em Xangai, Chen Liangyu, em setembro de 2006 devido a um escândalo do fundo de previdência social, Xi foi transferido para Xangai em março de 2007, onde foi secretário do partido por sete meses. Em Xangai, Xi evitou polêmica e era conhecido por observar rigorosamente a disciplina partidária. Por exemplo, os administradores de Xangai tentaram ganhar o favor dele, organizando um trem especial para transportá-lo entre Xangai e Hangzhou para que ele concluísse a entrega de seu trabalho a seu sucessor como secretário do partido de Zhejiang, Zhao Hongzhu. No entanto, Xi teria se recusado a pegar o trem, citando um regulamento do partido pouco aplicado que estipulava que trens especiais só podem ser reservados para "líderes nacionais". Enquanto estava em Xangai, ele trabalhou para preservar a unidade da organização partidária local. Ele prometeu que não haveria 'expurgos' durante sua administração, apesar do fato de que muitas autoridades locais foram consideradas implicadas no escândalo de corrupção de Chen Liangyu. Na maioria das questões, Xi ecoou amplamente a linha da liderança central.

## Ascensão ao poder

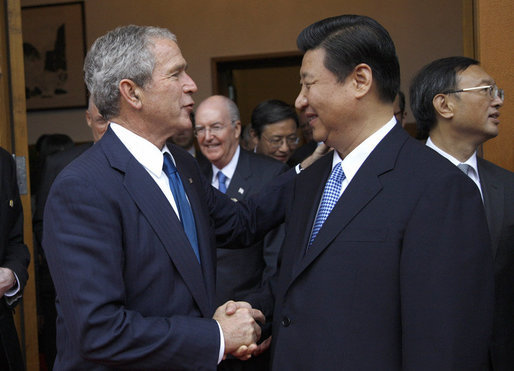
Xi Jinping cumprimentando o presidente dos EUA, George W. Bush, em agosto de 2008

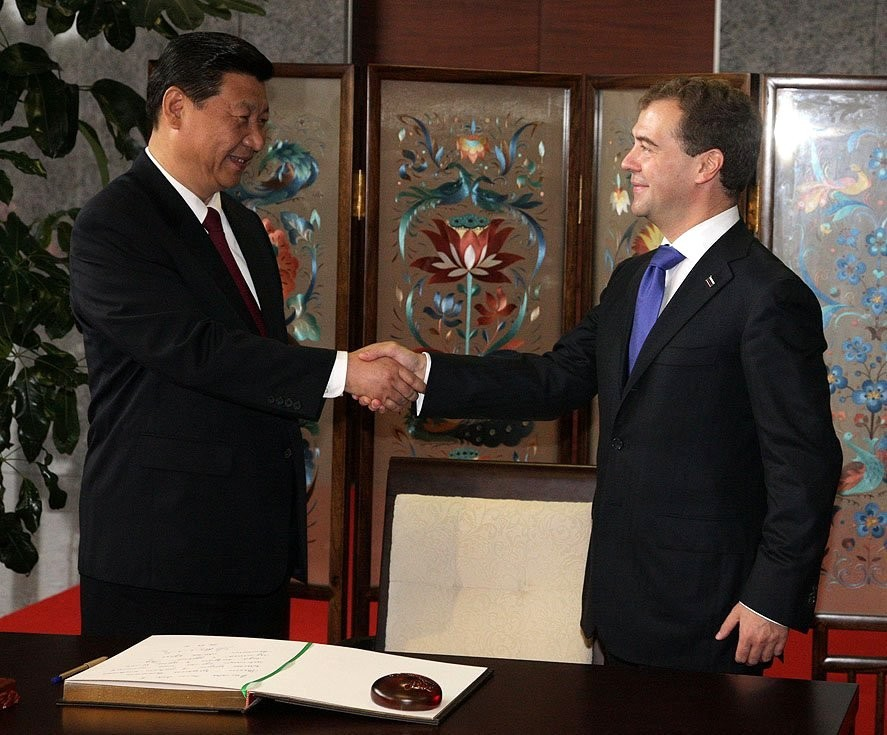
Xi Jinping com o presidente russo Dmitry Medvedev em 28 de setembro de 2010

Xi foi nomeado para o CPP de nove membros no 17º Congresso do Partido, em outubro de 2007. Ele foi classificado acima de Li Keqiang, uma indicação de que iria suceder Hu Jintao como o próximo líder da China. Além disso, Xi também ocupou o cargo de primeiro secretário do Secretariado Central do PCC. Esta avaliação foi posteriormente apoiada no 11º Congresso Nacional do Povo em março de 2008, quando Xi foi eleito vice-presidente da República Popular da China. Após sua ascensão, Xi ocupou uma ampla gama de pastas. Ele foi encarregado dos preparativos abrangentes para os Jogos Olímpicos de Verão de 2008 em Pequim, além de ser a principal figura do governo central nos assuntos de Hong Kong e Macau. Além disso, ele também se tornou o novo presidente da Escola Central do PCCh, sua ala de treinamento de quadros e educação ideológica. Após o terremoto de Sichuan em 2008, Xi visitou áreas de desastre em Shaanxi e Gansu. Ele fez sua primeira viagem ao exterior como vice-presidente para a Coreia do Norte, Mongólia, Arábia Saudita, Catar e Iêmen de 17 a 25 de junho de 2008. Após as Olimpíadas, Xi foi designado para o cargo de presidente do comitê para os preparativos das comemorações do 60º aniversário da fundação da República Popular da China. Ele também estava no comando de um comitê de alto nível do Partido Comunista da China apelidado de Projeto 6521, que foi encarregado de garantir a estabilidade social durante uma série de aniversários politicamente sensíveis em 2009.
A posição de Xi como o aparente sucessor para se tornar o Líder Supremo foi ameaçada com a rápida ascensão de Bo Xilai, o secretário do partido de Chongqing na época. Esperava-se que Bo se juntasse ao CPP no 18º Congresso do Partido, com a maioria esperando que ele tentasse eventualmente se manobrar para substituir Xi. As políticas de Bo em Chongqing inspiraram imitações em toda a China e receberam elogios do próprio Xi durante a visita de Xi a Chongqing em 2010. Os registros de elogios de Xi foram posteriormente apagados depois que ele se tornou o Líder Supremo. A queda de Bo viria com o incidente de Wang Lijun, que abriu as portas para Xi chegar ao poder sem adversários.
Xi é considerado um dos membros mais bem-sucedidos dos Príncipes Vermelhos, uma quase camarilha de políticos descendentes dos primeiros revolucionários comunistas chineses. O ex-primeiro-ministro de Singapura, Lee Kuan Yew, quando questionado sobre Xi, disse que se sentia "um homem atencioso que passou por muitas provações e tribulações". Lee também comentou: "Eu o colocaria na classe de Nelson Mandela. Uma pessoa com enorme estabilidade emocional que não permite que seus infortúnios ou sofrimentos pessoais afetem seu julgamento. Em outras palavras, ele é impressionante". O ex-secretário do Tesouro dos EUA, Henry Paulson, descreveu Xi como "o tipo de cara que sabe como fazer as coisas ultrapassarem a linha do gol". O primeiro-ministro australiano, Kevin Rudd, disse que Xi "tem antecedentes reformistas, partidários e militares suficientes para ser independente".

### Viagens como vice-presidente

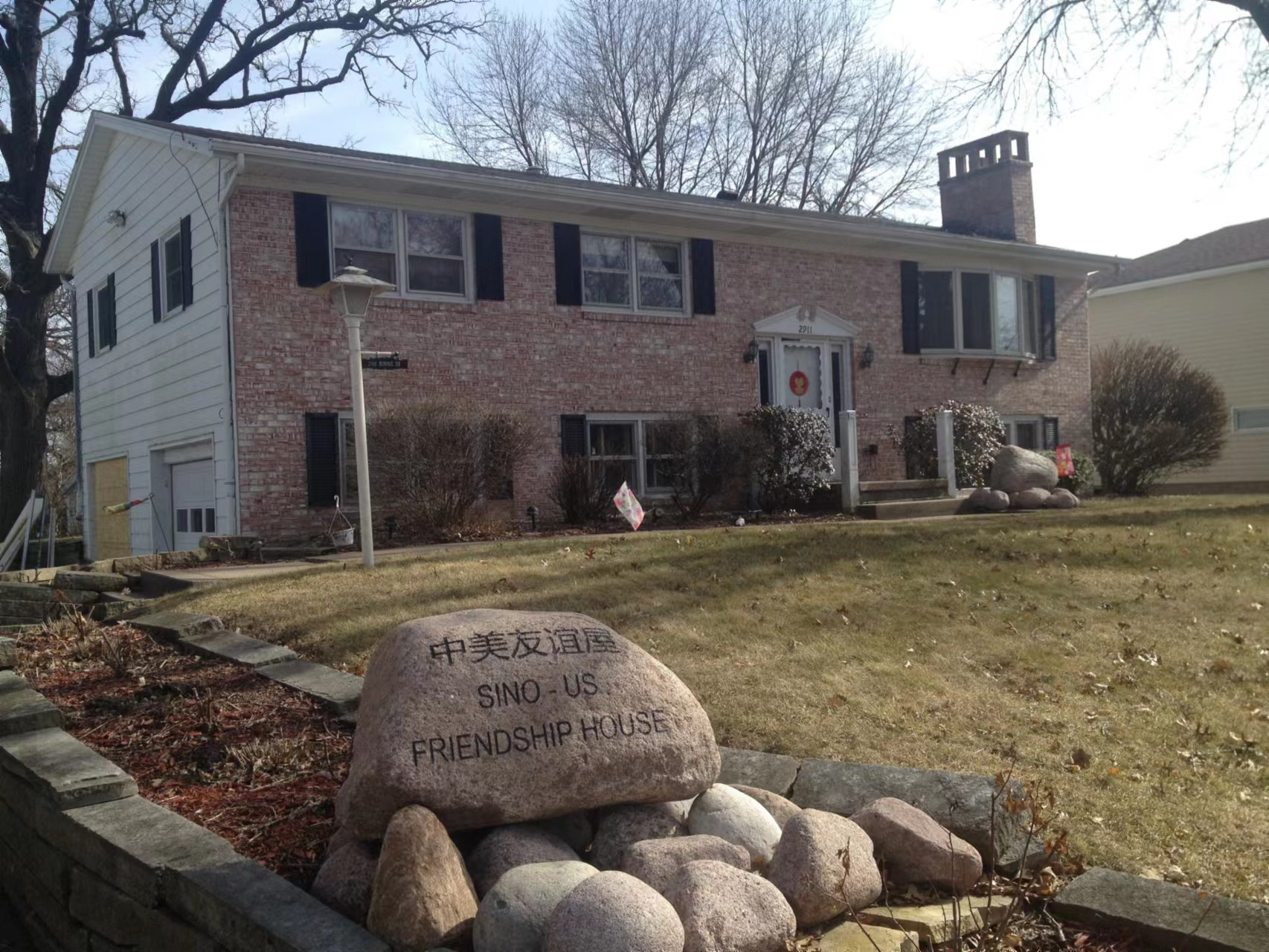
A casa de Muscatine, Iowa, onde Xi ficou com uma família americana durante uma visita agrícola aos Estados Unidos em 1985. A casa foi transformada em museu décadas depois

Em fevereiro de 2009, na qualidade de vice-presidente, Xi Jinping embarcou em uma turnê pela América Latina, visitando o México, Jamaica, Colômbia, Venezuela, Brasil, e Malta, após o que ele voltou para a China. Em 11 de fevereiro de 2009, durante uma visita ao México, Xi falou diante de um grupo de chineses no exterior e explicou as contribuições da China durante a crise financeira internacional, dizendo que era "a maior contribuição para toda humanidade, feita pela China, para evitar que seus 1,3 bilhões de habitantes passem fome". Ele continuou comentando: "Há alguns estrangeiros entediados, com o estômago cheio, que não têm nada melhor para fazer do que apontar o dedo para nós. Primeiro, a China não exporta revolução; em segundo lugar, a China não exporta fome e pobreza; terceiro, a China não vem e causa dores de cabeça. O que mais há para ser dito?". A história foi relatada em algumas estações de televisão locais. A notícia levou a uma enxurrada de discussões nos fóruns da Internet chinesa e foi relatado que o Ministério das Relações Exteriores da China foi pego de surpresa pelos comentários de Xi, já que o vídeo real foi filmado por alguns repórteres de Hong Kong e transmitido pela TV de Hong Kong, que apareceu em vários sites de vídeo na Internet.
Na União Européia, Xi visitou a Bélgica, Alemanha, Bulgária, Hungria e Romênia de 7 a 21 de outubro de 2009. Ele visitou o Japão, Coreia do Sul, Camboja e Mianmar em sua viagem à Ásia de 14 a 22 de dezembro de 2009. Mais tarde, ele visitou os Estados Unidos, Irlanda e Turquia em fevereiro de 2012. Esta visita incluiu um encontro com o então presidente dos Estados Unidos, Barack Obama, na Casa Branca e o então vice-presidente Joe Biden, ele visitou a Califórnia e Iowa, em Iowa se encontrou com a família que o hospedou anteriormente durante sua viagem de 1985 como funcionário da província de Hebei.

### Ascensão aos lugares de topo
Poucos meses antes de sua ascensão à liderança do partido, Xi desapareceu da cobertura da mídia oficial e cancelou reuniões com autoridades estrangeiras por várias semanas a partir de 1º de setembro de 2012, causando rumores. Ele então reapareceu em 15 de setembro. Em 15 de novembro de 2012, Xi foi eleito para os cargos de secretário-geral do PCCh e presidente do CMC pelo 18º Comitê Central do PCCh. Isso o tornou, informalmente, o Líder Supremo e o primeiro a nascer após a fundação da RPC. No dia seguinte, Xi liderou a nova formação do CPP no palco em sua primeira aparição pública. O CPP foi reduzido de nove para sete, com apenas Xi e Li Keqiang mantendo seus assentos; os outros cinco membros eram novos. Em um afastamento marcante da prática comum dos líderes chineses, o primeiro discurso de Xi como secretário-geral foi redigido de forma simples e não incluiu nenhum slogan político nem mencionou seus predecessores. Xi mencionou as aspirações da pessoa comum, comentando: "Nosso povo... ." Xi também prometeu combater a corrupção nos níveis mais altos, aludindo que isso ameaçaria a sobrevivência do Partido Comunista Chinês; ele era reticente sobre reformas econômicas de longo alcance.
Em dezembro de 2012, Xi visitou Guangdong em sua primeira viagem fora de Pequim desde que assumiu a liderança do Partido. O tema geral da viagem era pedir mais reformas econômicas e forças armadas fortalecidas. Xi visitou a estátua de Deng Xiaoping e sua viagem foi descrita como seguindo os passos da própria viagem de Deng ao sul em 1992, que forneceu o ímpeto para novas reformas econômicas na China depois que os líderes do partido conservador paralisaram muitas das reformas de Deng após o incidente de 1989. Em sua viagem, Xi consistentemente aludiu ao seu slogan de assinatura, o "Sonho Chinês". "Pode-se dizer que este sonho é o sonho de uma nação forte. E para os militares, é o sonho de um exército forte", disse Xi aos marinheiros. A viagem de Xi foi significativa porque ele se afastou da convenção estabelecida das rotinas de viagem dos líderes chineses de várias maneiras. Em vez de jantar fora, Xi e sua comitiva comeram o bufê normal do hotel. Ele viajou em uma van grande com seus colegas, em vez de uma frota de limusines, e não restringiu o tráfego nas partes da rodovia por onde passou.
Xi foi eleito presidente em 14 de março de 2013, em uma votação de confirmação pela 12ª Assembleia Popular Nacional em Pequim. Ele recebeu 2.952 votos a favor, um voto contra e três abstenções. Ele substituiu Hu Jintao, que se aposentou após cumprir dois mandatos. Em sua nova função como presidente, em 16 de março de 2013, Xi expressou apoio à não interferência nas relações China-Sri Lanka em meio a uma votação do Conselho de Segurança das Nações Unidas para condenar aquele país pelos abusos do governo durante a Guerra Civil do Sri Lanka. Em 17 de março, Xi e seus novos ministros marcaram um encontro com o chefe do Executivo de Hong Kong, CY Leung, confirmando seu apoio a Leung. Poucas horas depois de sua eleição, Xi discutiu a segurança cibernética e a Coreia do Norte com o presidente dos Estados Unidos, Barack Obama, por telefone. Obama anunciou as visitas dos secretários do Tesouro e de Estado, Jacob Lew e John F. Kerry, à China na semana seguinte.

## Liderança

### Campanha anticorrupção
Xi prometeu reprimir a corrupção quase imediatamente após ascender ao poder no 18º Congresso do Partido. Em seu discurso inaugural como secretário-geral, Xi mencionou que o combate à corrupção era um dos desafios mais difíceis para o partido. Alguns meses depois de seu mandato, Xi delineou o Regulamento de Oito Pontos, listando regras destinadas a conter a corrupção e o desperdício durante os negócios oficiais do partido; visava uma disciplina mais rígida sobre a conduta dos dirigentes do partido. Xi também prometeu erradicar "tigres e moscas", ou seja, funcionários de alto escalão e funcionários comuns do partido.
Xi iniciou processos contra os ex-vice-presidentes do CMC, Xu Caihou e Guo Boxiong, o ex-membro do CPP e chefe de segurança Zhou Yongkang e o ex-assessor-chefe de Hu Jintao, Ling Jihua. Com o novo chefe disciplinar, Wang Qishan, o governo de Xi liderou a formação de "equipes de inspeção despachadas centralmente" (中央巡视组). Estes eram essencialmente esquadrões de oficiais inter-jurisdicionais cuja principal tarefa era obter uma compreensão mais profunda das operações das organizações partidárias provinciais e locais, e no processo também impor a disciplina partidária ordenada por Pequim. Muitas das equipes de trabalho também tiveram o efeito de identificar e iniciar investigações de altos funcionários. Mais de cem funcionários de nível ministerial provincial foram implicados durante uma grande campanha nacional anticorrupção. Estes incluíam antigos e atuais funcionários regionais (Su Rong, Bai Enpei, Wan Qingliang), figuras importantes de empresas estatais e órgãos do governo central (Song Lin, Liu Tienan) e generais de alta patente nas forças armadas (Gu Junshan). Em junho de 2014, o establishment político provincial de Shanxi foi dizimado, com quatro funcionários demitidos em uma semana dos altos escalões da organização partidária provincial. Somente nos primeiros dois anos da campanha, mais de 200.000 funcionários de baixo escalão receberam advertências, multas e rebaixamentos.
A campanha levou à queda de proeminentes funcionários do PCCh em exercício e aposentados, incluindo membros do CPP. A campanha anticorrupção de Xi é vista por críticos, como The Economist, como uma ferramenta política visando afastar potenciais adversários e consolidar o poder. A criação por Xi de uma nova agência anticorrupção, a Comissão Nacional de Supervisão, com classificação superior à suprema corte, foi descrita pelo diretor da Anistia Internacional para a Ásia Oriental como uma "ameaça sistêmica aos direitos humanos" que "coloca dezenas de milhões de pessoas à mercê de um sistema secreto e virtualmente inexplicável que está acima da lei".
Xi supervisionou reformas significativas da Comissão Central de Inspeção Disciplinar (CCID), a mais alta instituição de controle interno do PCCh. Ele e o secretário da CCID, Wang Qishan, institucionalizaram ainda mais a independência da CCID das operações diárias do PCCh, melhorando sua capacidade de funcionar como um órgão de controle de boa-fé. Segundo o The Wall Street Journal, qualquer punição anticorrupção para funcionários de nível vice-ministerial ou superior precisa da aprovação de Xi. Outro artigo do The Wall Street Journal disse que quando ele quer neutralizar um rival político, ele pede aos inspetores que preparem centenas de páginas de evidências. O artigo também dizia que ele às vezes autoriza investigações sobre associados próximos de um político de alto escalão para substituí-los por seus próprios protegidos e coloca rivais políticos em posições menos importantes para separá-los de suas bases políticas. Alegadamente, essas táticas foram usadas até contra Wang Qishan, amigo próximo de Xi.
Segundo o historiador e sinólogo Wang Gungwu, Xi Jinping herdou um partido político que enfrentava corrupção generalizada. Xi acreditava que a quantidade de corrupção nos níveis mais altos do Partido Comunista Chinês colocava tanto o partido quanto o país em risco de colapso. Wang acrescenta ainda que Xi acredita que apenas o Partido Comunista Chinês é capaz de governar a China e que um colapso do partido seria desastroso para o povo chinês. Xi e os novos líderes geracionais reagiram lançando a campanha anticorrupção para eliminar a corrupção nos níveis mais altos do governo.

### Censura e combate a desinformação
Desde que Xi se tornou o secretário-geral do PCCh, a censura, incluindo a censura na Internet, aumentou significativamente. Presidindo a Conferência de Governança do Ciberespaço da China de 2018 em 20 e 21 de abril de 2018, Xi se comprometeu a "reprimir ferozmente as ofensas criminais, incluindo hacking, fraude de telecomunicações e violação da privacidade dos cidadãos". Durante uma visita à mídia estatal chinesa, Xi afirmou que" a mídia estatal e do partido deve manter o sobrenome do partido" (党和政府主办的媒体必须姓党) e que a mídia estatal "deve incorporar a vontade do partido, salvaguardar a autoridade do partido".
Seu governo supervisionou mais restrições à Internet impostas na China e é descrito como sendo "mais rígido em todos os aspectos" no discurso do que os governos anteriores. Xi assumiu uma posição muito forte para controlar o uso da internet dentro da China, incluindo Google e Facebook, defendendo a censura da Internet no país sob o conceito de soberania da internet. A censura da Wikipédia também foi rigorosa; em abril de 2019, todas as versões da Wikipedia foram bloqueadas na China. Da mesma forma, a situação dos usuários do Weibo foi descrita como uma mudança radical ao medo de que postagens individuais sejam excluídas ou na pior das hipóteses que os leve prisão.
Uma lei promulgada em setembro de 2013 autorizava três anos de prisão para blogueiros que compartilhassem mais de 500 vezes qualquer conteúdo considerado "difamatório". O Departamento Estadual de Informações da Internet convocou um grupo de blogueiros influentes para um seminário instruindo-os a evitar escrever sobre política, o PCCh ou fazer declarações que contradigam as narrativas oficiais. Muitos blogueiros pararam de escrever sobre tópicos controversos e o Weibo entrou em declínio, com grande parte de seus leitores mudando para usuários do WeChat falando para círculos sociais muito limitados. Em 2017, as operadoras de telecomunicações na China foram instruídas pelo governo a bloquear o uso individual de Redes Virtuais Privadas (VPNs) até fevereiro de 2018.
Xi se manifestou contra o "niilismo histórico", ou seja, pontos de vista históricos que desafiam a linha oficial do PCCh. Xi disse que uma das razões para o colapso da União Soviética foi o niilismo histórico. A Administração do Ciberespaço da China (ACC) estabeleceu uma linha telefônica direta para que as pessoas denunciem atos de niilismo histórico, enquanto Toutiao e Douyin instaram seu usuário a relatar casos de niilismo histórico. Em maio de 2021, a ACC informou que removeu dois milhões de postagens online por niilismo histórico.

### Consolidação do poder

Retrato de Xi em Pequim, setembro de 2015

Observadores políticos consideram Xi o líder chinês mais poderoso desde Mao Zedong, especialmente desde o fim dos limites de dois mandatos presidenciais em 2018. Xi se afastou notavelmente das práticas de liderança coletiva de seus predecessores pós-Mao. Ele centralizou seu poder e criou grupos de trabalho com ele mesmo à frente para subverter a burocracia governamental, tornando-se a figura central inconfundível da nova administração. A partir de 2013, o PCCh sob Xi criou uma série de Grupos Centrais de Liderança: comitês diretores supraministeriais, projetados para contornar as instituições existentes ao tomar decisões e tornar ostensivamente a formulação de políticas um processo mais eficiente. O novo órgão mais notável é o Grupo Principal Central para o Aprofundamento Abrangente das Reformas. Tem ampla jurisdição sobre a reestruturação econômica e as reformas sociais, e diz-se que deslocou parte do poder anteriormente detido pelo Conselho de Estado e seu primeiro-ministro.
Xi também se tornou o líder do Grupo Central de Segurança e Informatização da Internet, encarregado da segurança cibernética e da política da Internet. A Terceira Plenária realizada em 2013 também viu a criação da Comissão de Segurança Nacional do PCCh, outro órgão presidido por Xi, que os comentaristas disseram que ajudaria Xi a consolidar os assuntos de segurança nacional. Na opinião de pelo menos um cientista político, Xi "se cercou de quadros que conheceu enquanto estava estacionado na costa, Fujian e Xangai e em Zhejiang". O controle de Pequim é visto como crucial para os líderes chineses; Xi escolheu Cai Qi, um dos quadros mencionados acima, para administrar a capital. Acredita-se também que Xi tenha diluído a autoridade do primeiro-ministro Li Keqiang, assumindo a autoridade sobre a economia geralmente considerada domínio do primeiro-ministro.
Desde que chegou ao poder, vários observadores disseram que Xi diluiu seriamente a influência do outrora dominante "Tuanpai", também chamado de Facção da Liga da Juventude, que eram funcionários do PCCh que ascenderam através da Liga da Juventude Comunista da China (LJCC). Ele criticou os quadros da LJCC, dizendo que "(esses quadros) não podem falar sobre ciência, literatura e arte, trabalho ou vida (com os jovens). Tudo o que eles podem fazer é apenas repetir a mesma velha conversa burocrática e estereotipada". Seu orçamento também foi cortado, caindo de cerca de 700 milhões de yuans (US$ 96 milhões) em 2012 para 260 milhões de yuans (US$ 40 milhões) em 2021, enquanto seu número de membros caiu de 90 milhões para 74 milhões no mesmo período. Ele também levou ao fechamento da Escola Central da Liga da Juventude Comunista da China, fundindo-a com a Academia Chinesa de Ciências Sociais, e efetivamente rebaixou Qin Yizhi, primeiro secretário do LJCC, em 2017.
Em março de 2018, o Congresso Nacional do Povo (CNP) aprovou um conjunto de emendas constitucionais, incluindo a remoção dos limites de mandato para o presidente e vice-presidente, a criação de uma Comissão Nacional de Supervisão, bem como o reforço do papel central do PCCh. Em 17 de março de 2018, a legislatura chinesa reconduziu Xi como presidente, agora sem limites de mandato; Wang Qishan foi nomeado vice-presidente. No dia seguinte, Li Keqiang foi reconduzido como primeiro-ministro e aliados de longa data de Xi, Xu Qiliang e Zhang Youxia, foram eleitos vice-presidentes do CMC. O ministro das Relações Exteriores, Wang Yi, foi promovido a conselheiro de estado e o general Wei Fenghe foi nomeado ministro da Defesa. Segundo o Financial Times, Xi expressou suas opiniões sobre emendas constitucionais em reuniões com autoridades chinesas e dignitários estrangeiros. Xi explicou a decisão em termos da necessidade de alinhar dois cargos mais poderosos – secretário-geral do PCCh e presidente do CMC – que não têm limites de mandato. No entanto, Xi não disse se pretende servir como secretário-geral do partido, presidente do CMC e presidente estadual, por três ou mais mandatos.
Em sua sexta sessão plenária, em novembro de 2021, o PCCh adotou uma resolução histórica, espécie de documento que avaliou a história do partido. Este foi o terceiro de seu tipo depois dos adotados por Mao Zedong e Deng Xiaoping, e o documento pela primeira vez creditado a Xi como sendo o "principal inovador" do Pensamento de Xi Jinping ao mesmo tempo em que declarava que a liderança de Xi Jinping como sendo "a chave para o grande rejuvenescimento da nação chinesa". Em comparação com as outras resoluções históricas, a de Xi não anunciou uma grande mudança na forma como o PCC avaliou sua história. Para acompanhar a resolução histórica, o PCCh promoveu os termos Dois Estabelecimentos e Duas Salvaguardas, convocando o PCCh a se unir e proteger a posição central de Xi dentro do partido. Em 2022, Xi nomeou seu aliado próximo, Wang Xiaohong, como Ministro da Segurança Pública, dando-lhe mais controle sobre o estabelecimento de segurança.

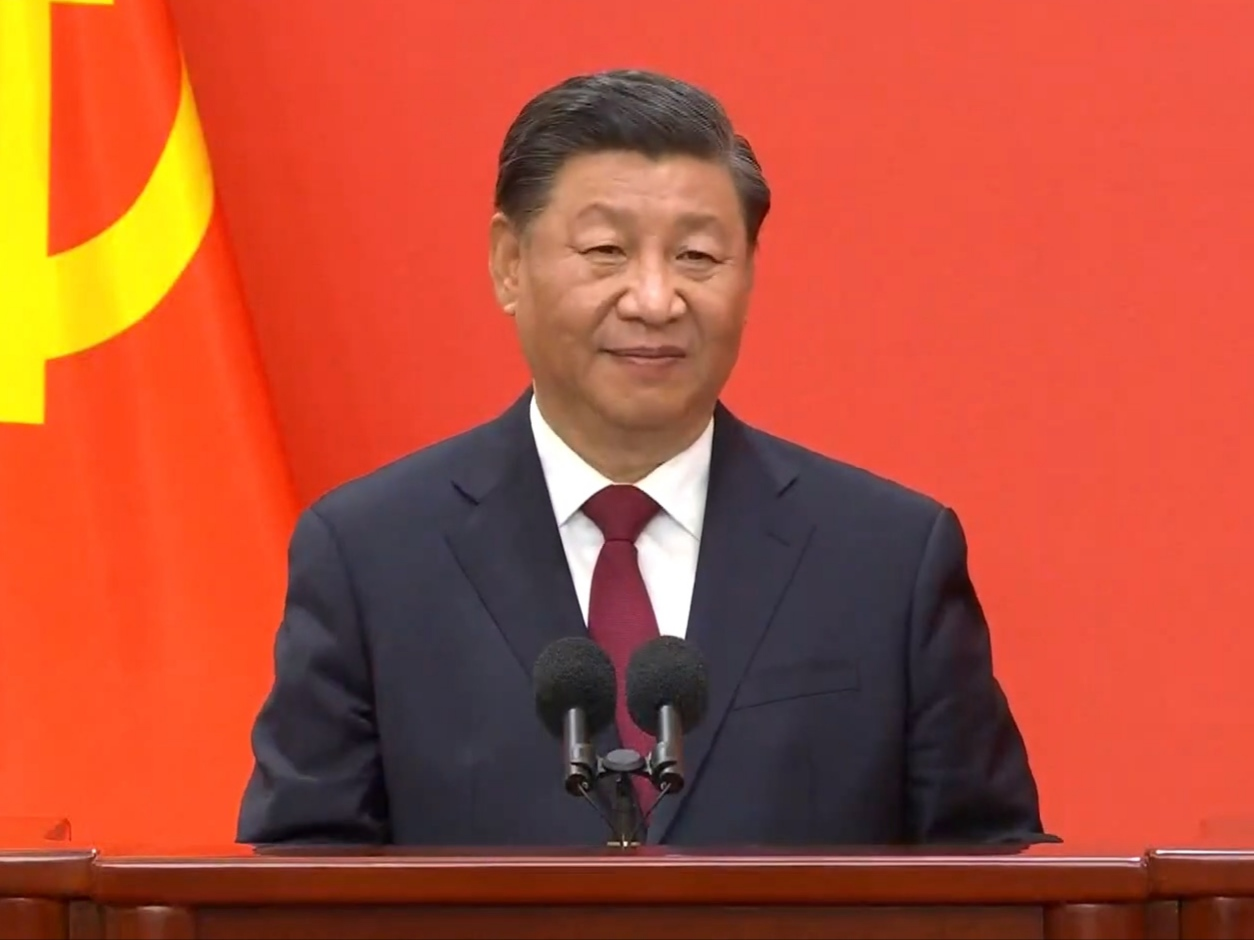
Discurso de Xi Jinping na 20ª reunião do Comitê Permanente do Politburo com jornalistas chineses e estrangeiros, 23 de outubro de 2022

O 20º Congresso Nacional do Partido Comunista Chinês, realizado entre 16 e 22 de outubro de 2022, supervisionou as emendas à constituição do PCC e a reeleição de Xi como secretário-geral do PCC e presidente do CMC para um terceiro mandato, com o resultado geral do Congresso sendo o fortalecimento do poder de Xi. A recém-emendada constituição do PCCh incluiu o termo duas salvaguardas, reforçando o poder de Xi. Também incluiu conceitos promovidos por Xi como prosperidade comum, "modernização ao estilo chinês" e "democracia popular em todo o processo". A reeleição de Xi fez dele o primeiro líder do partido desde Mao Zedong a cumprir mais de três mandatos, embora Deng Xiaoping tenha governado o país informalmente por um período mais longo. Xi foi ainda reeleito como presidente da RPC e presidente da Comissão Militar Central da RPC em 10 de março de 2023 durante a abertura da 14ª Assembleia Popular Nacional.
O novo Comitê Permanente do Politburo eleito logo após o Congresso do PCCh estar quase completamente preenchido com pessoas próximas a Xi, com quatro dos sete membros do CPP anterior, incluindo o primeiro-ministro Li Keqiang e o presidente do CCPPC, Wang Yang, deixando o cargo. Li Qiang, um aliado próximo de Xi, tornou-se o segundo membro do CPP e foi promovido a primeiro-ministro em 2023. Outros aliados de Xi, incluindo Cai Qi, Ding Xuexiang e Li Xi também se juntaram ao CPP e se tornaram o primeiro secretário do Secretariado do PCCh, primeiro vice-primeiro-ministro e secretário da Comissão Central de Inspeção Disciplinar, respectivamente. Os únicos membros restantes do CPP anterior, exceto Xi, eram Zhao Leji e Wang Huning, embora sua classificação e posições tenham mudado, e se tornaram o Comitê Permanente do CNP e os presidentes do CCPPC, respectivamente, em 10 de março de 2023. A Reuters observou que a aposentadoria de Wang Yang e Li Keqiang, bem como o rebaixamento do vice-primeiro-ministro Hu Chunhua do Politburo significou a eliminação de Tuanpai, enquanto Willy Wo-Lap Lam escreveu que não havia representantes do Tuanpai ou a camarilha de Xangai, levando a um domínio total da própria facção de Xi.

### Culto de personalidade
Xi tem um culto à personalidade construído em torno de si desde que assumiu o cargo com livros, desenhos animados, canções pop e rotinas de dança honrando seu governo. Após a ascensão de Xi ao núcleo de liderança do PCC, ele foi referido como Xi Dada (习大大, Tio ou Papa Xi), embora isso tenha parado em abril de 2016. A vila de Liangjiahe, para onde Xi foi enviado para trabalhar, tornou-se um "santuário moderno" decorado com propaganda do PCC e murais exaltando os anos de formação de sua vida. O Politburo do PCC nomeou Xi Jinping lingxiu (领袖), um termo reverente para "líder" e um título anteriormente dado apenas a Mao Zedong e seu sucessor imediato Hua Guofeng. Ele também é às vezes chamado de "piloto no leme" (领航掌舵). Em 25 de dezembro de 2019, o Politburo oficialmente nomeou Xi como "Líder do Povo" (chinês simplificado: 人民领袖, pinyin: rénmín lǐngxiù), um título que apenas Mao possuía anteriormente.

### Economia e tecnologia
Xi foi inicialmente visto como um reformista do mercado, e o Terceiro Plenário do 18º Comitê Central sob sua liderança anunciou que as "forças do mercado" começariam a desempenhar um papel "decisivo" na alocação de recursos. Isso significava que o estado reduziria gradualmente seu envolvimento na distribuição de capital e reestruturaria as empresas estatais da China para permitir maior concorrência, potencialmente atraindo atores estrangeiros e do setor privado em setores que anteriormente eram altamente regulamentados. Essa política visava abordar o inchado setor estatal que havia lucrado indevidamente com uma rodada anterior de reestruturação ao comprar ativos a preços abaixo do mercado, ativos que não estavam mais sendo usados produtivamente. Xi também lançou a Zona de Livre Comércio de Xangai em agosto de 2013, que foi vista como parte das reformas econômicas. No entanto, até 2017, a promessa de reformas econômicas de Xi foi paralisada por especialistas. Em 2015, a bolha do mercado de ações chinês estourou, o que levou Xi a usar forças estatais para resolver o problema. De 2012 a 2022, a participação no valor de mercado das empresas do setor privado nas principais empresas listadas na China aumentou de cerca de 10% para mais de 40%. Ele também supervisionou o relaxamento das restrições ao investimento estrangeiro direto (IED) e aumentou as participações transfronteiriças de ações e títulos.
Xi aumentou o controle estatal sobre a economia da China, expressando apoio às empresas estatais, ao mesmo tempo, em que apoia o setor privado do país. O controle do PCC sobre as empresas estatais aumentou sob Xi, enquanto algumas medidas limitadas em direção à liberalização do mercado, como o aumento da propriedade mista de empresas estatais, também foram tomadas. Sob Xi, "fundos de orientação do governo", fundos de investimento público-privados criados por ou para órgãos governamentais, levantaram mais de US$ 900 bilhões para financiamento inicial a empresas que trabalham em setores que o governo considera estratégicos. Xi aumentou o papel da Comissão Central de Assuntos Econômicos e Financeiros às custas do Conselho de Estado. Sua administração facilitou a emissão de hipotecas pelos bancos, aumentou a participação estrangeira no mercado de títulos e aumentou o papel global da moeda nacional renminbi, ajudando-a a ingressar na cesta de direitos especiais de saque do FMI. No 40º aniversário do lançamento das reformas econômicas chinesas em 2018, ele prometeu continuar as reformas, mas alertou que ninguém "pode dar ordens ao povo chinês".
Xi também fez pessoalmente da erradicação da pobreza extrema por meio do "alívio da pobreza direcionado" um objetivo fundamental. Em 2021, Xi declarou uma "vitória completa" sobre a pobreza extrema, dizendo que quase 100 milhões de pessoas saíram da pobreza sob seu mandato, embora alguns especialistas tenham dito que o limiar de pobreza da China era relativamente menor do que o estabelecido pelo Banco Mundial. Em 2020, o primeiro-ministro Li Keqiang, citando o Escritório Nacional de Estatísticas (ENE), disse que a China ainda tinha 600 milhões de pessoas vivendo com menos de 1.000 yuans (US$ 140) por mês, embora um artigo do The Economist dissesse que a metodologia usada pelo ENE era falha., afirmando que a figura levou a renda combinada, que foi então dividida igualmente.
A economia da China cresceu sob Xi, com o PIB em termos nominais mais do que dobrando de US$ 8,53 trilhões em 2012 para US$ 17,73 trilhões em 2021, enquanto o PIB nominal per capita da China ultrapassou a média mundial em 2021, embora a taxa de crescimento diminuiu de 7,9% em 2012 para 6% em 2019. Xi enfatizou a importância do "crescimento de alta qualidade" em vez do "crescimento inflado". Ele também afirmou que a China se concentrará na qualidade do crescimento econômico e que abandonou uma estratégia de crescimento a todo custo, que Xi chama de "heroísmo do PIB". (p22) Em vez disso, Xi disse que outras questões sociais, como a proteção ambiental, são importantes. (p22) Seu governo realizou uma campanha de desalavancagem, buscando desacelerar e cortar o montante insustentável de dívida que a China acumulou durante seu crescimento econômico. Embora a relação dívida/PIB total do setor não financeiro da China tenha atingido um recorde de 270,9% em 2020 durante a crise do COVID-19, caiu para cerca de 262,5% em 2021 antes de subir novamente para 273,2% em 2022, principalmente devido a a pressão da política de COVID-zero nas finanças locais.

Xi circulou uma política chamada "circulação dupla", que significa reorientar a economia para o consumo interno, mantendo-se aberta ao comércio e investimento estrangeiros. Xi também fez do aumento da produtividade na economia uma prioridade. Xi tentou reformar o setor imobiliário para combater o aumento acentuado dos preços dos imóveis e reduzir a dependência da economia chinesa do setor imobiliário. No 19º Congresso Nacional do PCC, Xi declarou que "as casas são construídas para serem habitadas, não para especulação". Em 2020, o governo de Xi formulou a política das "três linhas vermelhas" que visava desalavancar o setor imobiliário altamente endividado. Xi também apoiou um imposto sobre a propriedade, pelo qual enfrentou resistência de membros do PCC.

A prosperidade comum é um requisito essencial do socialismo e uma característica fundamental da modernização ao estilo chinês. A prosperidade comum que buscamos é para todos, riqueza tanto na vida material quanto na espiritual, mas não para uma pequena porção nem para um igualitarismo uniforme.

— Xi Jinping durante um discurso em 2021
A administração de Xi promoveu o plano "Made in China 2025" que visa tornar a China autossuficiente em tecnologias-chave, embora publicamente a China tenha desenfatizado esse plano devido ao início de uma guerra comercial com os EUA. Em 2018, Xi reviveu os apelos à "autossuficiência", especialmente em questões de tecnologia. Os gastos domésticos em P&D aumentaram significativamente sob Xi, superando o total da União Europeia (UE) e atingindo um recorde de $564 bilhões em 2020. Em agosto de 2022, o governo de Xi alocou mais de US$ 100 bilhões para apoiar os esforços da China na independência de semicondutores. O governo chinês também apoiou empresas de tecnologia como a Huawei por meio de doações, incentivos fiscais, facilidades de crédito e outras formas de assistência, permitindo sua ascensão, mas também levando a contramedidas dos EUA. Xi também esteve pessoalmente envolvido no desenvolvimento de Xiong' an, uma nova área anunciada em 2017, planejada para se tornar uma grande metrópole perto de Pequim e Tianjin na província de Hebei; estima-se que o aspecto da realocação dure até 2035, enquanto está planejado para se tornar uma "cidade socialista moderna" até 2050.
Em novembro de 2020, o The Wall Street Journal informou que Xi ordenou pessoalmente a suspensão da oferta pública inicial (IPO) do Ant Group, em reação ao seu fundador Jack Ma criticando a regulamentação governamental em finanças. A administração de Xi também supervisionou uma diminuição nos IPOs offshore de empresas chinesas, com a maioria dos IPOs chineses ocorrendo em Xangai ou Shenzhen Desde 2022, e tem direcionado cada vez mais o financiamento para IPOs de empresas que atuam em setores que considera estratégicos, incluindo veículos elétricos, biotecnologia, energia renovável, inteligência artificial, semicondutores e outras manufaturas de alta tecnologia.
Desde 2021, Xi promove o termo "prosperidade comum", termo que definiu como "requisito essencial do socialismo", descrito como riqueza para todos e que implica ajustes razoáveis aos rendimentos excedentes. A prosperidade comum tem sido usada como justificativa para repressões e regulamentações em larga escala contra os "excessos" percebidos de vários setores, principalmente as indústrias de tecnologia e tutoria. Os exemplos de ações tomadas contra empresas de tecnologia incluem multar grandes empresas de tecnologia e aprovar leis como a Lei de Segurança de Dados. A China também proibiu as empresas de aulas particulares de obter lucros e ensinar programas escolares durante os fins de semana e feriados, destruindo efetivamente toda a indústria. Xi também abriu uma nova bolsa de valores em Pequim voltada para pequenas e médias empresas (PMEs), que foi outra parte de sua campanha de prosperidade geral. Também houve outras numerosas regulamentações culturais, como limitar o uso de videogames por menores a 90 minutos durante a semana e 3 horas durante os fins de semana, banimento total da criptomoeda, reprimir a adoração de ídolos, fandom e cultura de celebridades e reprimir os "maricas". O Wall Street Journal também informou em outubro de 2021 que Xi havia lançado uma rodada de inspeções nas instituições financeiras do país, incluindo bancos estatais, fundos de investimento e reguladores financeiros, para verificar se seus laços com empresas privadas haviam se tornado muito próximos, com investigações conduzidas pela Comissão Central de Inspeção Disciplinar.

### Reformas
Em novembro de 2013, na conclusão do Terceiro Plenário do 18º Comitê Central, o Partido Comunista apresentou uma agenda de reformas de longo alcance que aludia a mudanças na política econômica e social. Xi sinalizou no plenário que estava consolidando o controle da enorme organização de segurança interna que anteriormente era domínio de Zhou Yongkang. Uma nova Comissão de Segurança Nacional foi formada com Xi no comando. A Comissão Central de Aprofundamento Abrangente das Reformas — outro órgão ad hoc de coordenação de políticas lideradas por Xi promovido a uma comissão em 2018 — também foi formado para supervisionar a implementação da agenda de reformas. Denominadas "Reformas de Aprofundamento Abrangente" ou lit.  "Aprofundar de forma abrangente a reforma"  (chinês simplificado: 全面深化改革, pinyin: quánmiàn shēnhuà gǎigé), elas foram consideradas as mais significativas desde a turnê sulista de Deng Xiaoping em 1992. O plenário também anunciou reformas econômicas e resolveu abolir o sistema laogai de "reeducação pelo trabalho", que foi amplamente visto como uma mancha no histórico de direitos humanos da China. O sistema enfrentou críticas significativas por anos de críticos domésticos e observadores estrangeiros. Em janeiro de 2016, a política de dois filhos substituiu a política do filho único, que por sua vez foi substituída por uma política de três filhos em maio de 2021. Em julho de 2021, todos os limites de tamanho da família, bem como as penalidades por excedê-los, foram removidos.

### Reformas politicas
A administração de Xi fez uma série de mudanças na estrutura do PCC e dos órgãos estatais, especialmente em uma grande reforma em 2018. Em março de 2014, o Comitê Central do PCC fundiu o Escritório de Propaganda Externa (EPE), externamente conhecido como Gabinete de Informação do Conselho de Estado (GICE), ao Departamento Central de Propaganda do PCC. O GICE agora é usado pelo Departamento Central de Propaganda como um nome externo sob um arranjo chamado "Uma instituição com dois nomes". No início daquele ano, fevereiro supervisionou a criação do Grupo Principal Central de Segurança Cibernética e Informatização. O Escritório Estadual de Informações da Internet (EEII), anteriormente subordinado à EPE e o EICE, foi transferido para o grupo líder central em português chamado de Administração do Ciberespaço da China. No âmbito da gestão do sistema financeiro, foi instituído em 2017 o Comitê de Estabilidade e Desenvolvimento Financeiro, órgão do Conselho de Estado. Presidido pelo vice-primeiro-ministro Liu He durante sua existência, o comitê foi desinstalado pela recém-criada Comissão Financeira Central durante as reformas do partido e do estado em 2023.
No ano de 2018 visualizou-se reformas maiores na burocracia. Naquele ano, vários grupos líderes centrais, incluindo reforma, assuntos do ciberespaço, finanças e economia e relações exteriores foram promovidos a comissões. Na área de mídia, a Administração Estatal de Imprensa, Publicação, Rádio, Cinema e Televisão (AEIPRCT) foi renomeada para Administração Nacional de Rádio e Televisão (ANR), com seus filmes, mídia noticiosa e publicações sendo transferidos para o Departamento Central de Propaganda. Além disso, o controle da China Central Television (CCTV, incluindo sua edição internacional, China Global Television), China National Radio (CNR) e China Radio International (CRI) foram transferidos para o recém-criado China Media Group (CMG) sob o controle de Departamento Central de Propaganda. Dois departamentos do Conselho de Estado, uma lidando com chineses no exterior e outra lidando com assuntos religiosos foram incorporadas ao Departamento de Trabalho da Frente Unida, enquanto outra comissão lidando com assuntos étnicos foi colocada sob a liderança formal da DTFU.
Em 2023, mais reformas no PCC e na burocracia estatal, principalmente o fortalecimento do controle do Partido sobre os domínios financeiro e tecnológico. Isso incluiu a criação de dois órgãos do PCC para supervisionar as finanças; a Comissão Central de Finanças (CCF), bem como o renascimento da Comissão Central de Trabalho Financeiro (CCTF) que havia sido dissolvida em 2002. O CCF administraria amplamente o sistema financeiro, enquanto a CCTF se concentraria no fortalecimento do papel ideológico e político do PCC no setor. Além disso, uma nova Comissão Central de Ciência e Tecnologia do PCC seria estabelecida para supervisionar amplamente o setor de tecnologia, enquanto um recém-criado Departamento de Serviço Social foi encarregado de interagir com vários setores do PCC, incluindo grupos cívicos, câmaras de comércio e grupos industriais, bem como lidando com petição pública e trabalho de reclamação. Seria ainda criado um novo Gabinete de Trabalho Central de Hong Kong e Macau, passando a designação externa para o Gabinete dos Assuntos de Hong Kong e Macau do Conselho de Estado.
No Conselho de Estado, a Comissão Reguladora de Bancos e Seguros da China foi substituída pela Administração Nacional de Regulamentação Financeira (ANRF), que está assumindo uma responsabilidade muito maior sobre a regulamentação financeira, supervisionando efetivamente todas as atividades financeiras, exceto o setor de valores mobiliários, que continuou a ser regulado pela Comissão Reguladora de Valores Mobiliários da China, agora elevada a órgão do governo. Várias responsabilidades regulatórias também foram transferidas do Banco Popular da China (PBOC) para o SAFS, enquanto o PBOC também reabrirá escritórios em todo o país que foram fechados em uma reorganização anterior.

### Reformas legais
O partido de Xi anunciou uma série de reformas legais no Quarto Plenário realizado no outono de 2014, ele pediu um "estado de direito socialista chinês" imediatamente. O partido visava reformar o sistema jurídico, considerado ineficaz na prestação de justiça e afetado pela corrupção, interferência do governo local e falta de supervisão constitucional. O plenário, embora enfatizando a liderança absoluta do partido, também pediu um maior papel da constituição nos assuntos de estado e um fortalecimento do papel da Comissão Permanente da Assembleia Popular Nacional na interpretação da constituição. Também pediu mais transparência nos procedimentos legais, mais envolvimento dos cidadãos comuns no processo legislativo e uma "profissionalização" geral da força de trabalho legal. O partido também planejou instituir tribunais jurídicos de circuitos jurisdicionais, bem como dar às províncias supervisão administrativa consolidada sobre recursos legais de nível inferior, visando reduzir o envolvimento do governo local em processos judiciais.

### Reformas militares
Na URSS, onde os militares foram despolitizados, separados do partido e nacionalizados, o partido foi desarmado. Quando a União Soviética chegou ao ponto de crise, uma grande festa acabou assim. Proporcionalmente, o Partido Comunista Soviético tinha mais membros do que nós, mas ninguém era homem o suficiente para se levantar e resistir.

—Xi Jinping durante um discurso
Desde que assumiu o poder em 2012, Xi empreendeu severas reformas no Exército de Libertação Popular, incluindo reforma política e sua modernização. A fusão militar-civil avançou sob Xi. Xi tem sido ativo em sua participação em assuntos militares, adotando uma abordagem prática direta para a reforma militar. Além de ser o presidente do CMC e líder do Grupo Central de Liderança para a Reforma Militar, fundado em 2014 para supervisionar reformas militares abrangentes, Xi fez vários pronunciamentos de alto nível prometendo limpar a má conduta e a complacência nas forças armadas. Xi advertiu repetidamente que a despolitização do ELP do PCC levaria a um colapso semelhante ao da União Soviética. Xi realizou a Nova Conferência de Gutian em 2014, reunindo os principais oficiais militares da China, enfatizando novamente o princípio de "o partido tem controle absoluto sobre o exército" estabelecido pela primeira vez por Mao na Conferência de Gutian de 1929.
Embora seja anterior a Xi, seu governo assumiu uma postura mais assertiva em relação aos assuntos marítimos e aumentou o controle do PCC sobre as forças de segurança marítima. Em 2013, as autoridades marítimas rivais anteriormente separadas da China foram fundidas na Guarda Costeira da China. Inicialmente sob a administração conjunta da Administração Estatal Oceânica e do Ministério da Segurança Pública, foi colocado diretamente sob a administração da Polícia Armada Popular (PAP) em 2018.
Xi anunciou uma redução de 300.000 soldados do ELP em 2015, elevando seu tamanho para 2 milhões de soldados. Xi descreveu isso como um gesto de paz, enquanto analistas como Rory Medcalf disseram que o corte foi feito para reduzir custos, bem como parte da modernização do ELP. Em 2016, reduziu de sete para cinco o número de comandos de teatro do ELP. Ele também aboliu os quatro departamentos gerais autônomos do ELP, substituindo-os por 15 agências diretamente subordinadas ao CMC. Dois novos ramos do ELP foram criados sob suas reformas, a Força de Apoio Estratégico e a Força de Apoio Logístico Conjunto. Em 2018, o PAP foi colocado sob o controle exclusivo do CMC; o PAP estava anteriormente sob o comando conjunto do CMC e do Conselho Estadual por meio do Ministério da Segurança Pública.:15
Em 21 de abril de 2016, Xi foi nomeado comandante-chefe do novo Centro de Comando de Operações Conjuntas do ELP pela Agência de Notícias Xinhua e pela emissora China Central Television. Alguns analistas interpretaram esse movimento como uma tentativa de mostrar força e liderança forte e como sendo mais "político do que militar". Segundo Ni Lexiong, especialista em assuntos militares, Xi "não apenas controla os militares, mas também o faz de maneira absoluta e, em tempo de guerra, está pronto para comandar pessoalmente". De acordo com um especialista em militares chineses da Universidade da Califórnia, em San Diego, Xi "foi capaz de assumir o controle político dos militares em uma extensão que excede o que Mao e Deng fizeram".
Sob Xi, o orçamento militar oficial da China mais que dobrou, atingindo um recorde de U$224 bilhões em 2023. A MELP cresceu rapidamente sob Xi, com a China adicionando mais navios de guerra, submarinos, navios de apoio e grandes embarcações anfíbias do que o número total de navios sob a marinha do Reino Unido entre 2014 e 2018. Em 2017, a China estabeleceu a primeira base da marinha no exterior em Djibuti. Xi também empreendeu uma expansão do arsenal nuclear da China, com ele chamando a China para "estabelecer um forte sistema de dissuasão estratégica". A Federação de Cientistas Americanos (FAS) estimou a quantidade total de arsenais nucleares da China em 410 em 2023, com o Departamento de Defesa dos EUA estimando que o arsenal da China pode chegar a 1.000 em 2030.

### Política externa

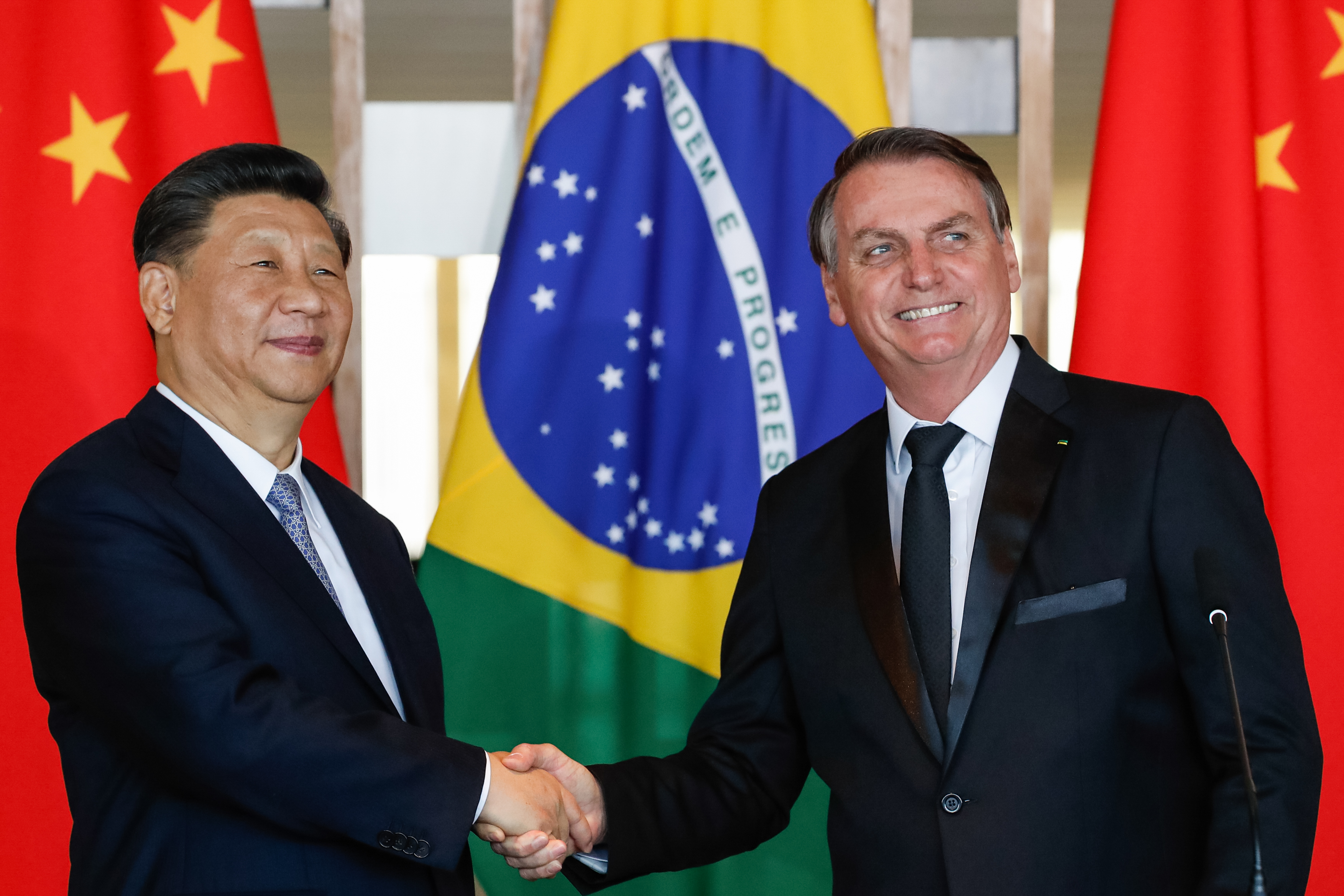
Presidente Xi Jinping com o então presidente brasileiro, Jair Bolsonaro, em 2019

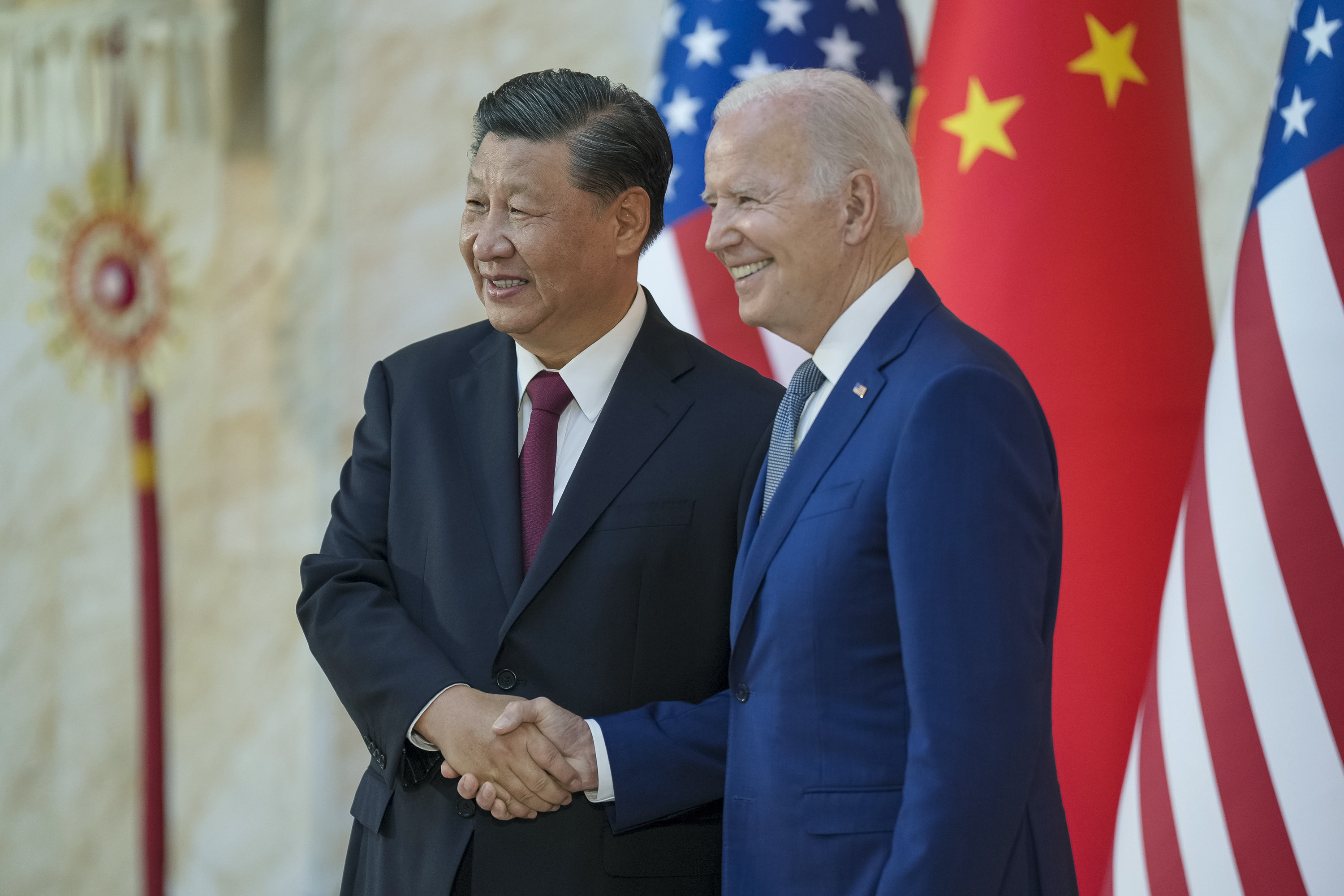
Presidente Xi Jinping com o presidente dos EUA, Joe Biden, à margem da cúpula do G20 em Bali em 2022

Xi adotou uma linha mais dura em questões de segurança, bem como em assuntos externos, projetando uma China mais nacionalista e assertiva no cenário mundial. Seu programa político exige uma China mais unida e confiante em seu próprio sistema de valores e estrutura política. Analistas e observadores estrangeiros frequentemente dizem que o principal objetivo da política externa de Xi é restaurar a posição da China no cenário global como uma grande potência. Xi defende o "pensamento básico" na política externa da China: estabelecer limites explícitos que outros países não devem cruzar. Na perspectiva chinesa, essas posturas duras em questões básicas reduzem a incerteza estratégica, evitando que outras nações julguem mal as posições da China ou subestimem a determinação da China em afirmar o que considera ser de seu interesse nacional. Xi declarou durante o 20º Congresso Nacional do PCC que queria garantir que a China "lidere o mundo em termos de força nacional composta e influência internacional" até 2049.
Xi promoveu a "diplomacia dos grandes países" (大国外交), afirmando que a China já é uma "grande potência" e rompendo com os líderes chineses anteriores que tinham uma diplomacia mais cautelosa. Ele adotou uma postura de política externa agressiva chamada "diplomacia do guerreiro lobo", enquanto seus pensamentos de política externa são conhecidos coletivamente como "Pensamento de Xi Jinping sobre Diplomacia". Em março de 2021, ele disse que "o Oriente está crescendo e o Ocidente está diminuindo" (东升西降), dizendo que o poder do mundo ocidental estava em declínio e sua resposta ao COVID-19 foi um exemplo disso, e que a China estava entrando em um período de oportunidade por causa disso. Xi aludiu frequentemente a uma "comunidade com um futuro compartilhado para a humanidade", o que os diplomatas chineses disseram não implicar uma intenção de mudar a ordem internacional, mas que observadores estrangeiros dizem que a China quer uma nova ordem que a coloque mais no Centro. Sob Xi, a China, juntamente com a Rússia, também se concentrou em aumentar as relações com o Sul Global para atenuar o efeito das sanções ocidentais.
Xi enfatizou o aumento do "poder do discurso internacional" da China (国际话语权) para criar uma opinião global mais favorável da China no mundo. Nessa busca, Xi enfatizou a necessidade de "contar bem a história da China" (讲好中国故事), o que significa expandir a propaganda externa da China (外宣) e as comunicações. Xi expandiu o foco e o escopo da frente única, que visa consolidar o apoio ao PCC em elementos não pertencentes ao PCC dentro e fora da China e, consequentemente, expandiu o Departamento de Trabalho da Frente Unida.

### Segurança
Sob Xi, a China promoveu a reforma do sistema internacional, com Xi pedindo uma "rejeição das estruturas de poder hegemônico na governança global". Dirigindo-se a uma conferência regional em Xangai em 21 de maio de 2014, ele convocou os países asiáticos a se unirem e abrirem um caminho juntos, em vez de se envolverem com poderes de terceiros, vistos como uma referência aos Estados Unidos. "Os assuntos na Ásia devem ser resolvidos pelos asiáticos. Os problemas da Ásia devem ser resolvidos pelos asiáticos e a segurança da Ásia deve ser protegida pelos asiáticos", disse ele na conferência. Em 2022, Xi propôs a Iniciativa de Segurança Global (ISG), visando criar uma nova arquitetura de segurança global, incorporando o termo “segurança indivisível”, conceito também apoiado pela Rússia. Ele também defendeu a cooperação em segurança internacional; durante uma reunião da Organização de Cooperação de Xangai (OCX) em setembro de 2021, ele se manifestou contra a "interferência nos assuntos internos de outros países" e pediu uma cooperação conjunta para evitar "revoluções coloridas".

### África
Sob Xi, a China cortou os empréstimos para a África após temer que os países africanos não pudessem pagar suas dívidas com a China. Xi também prometeu que a China anularia as dívidas de alguns países africanos. Em novembro de 2021, Xi prometeu às nações africanas 1 bilhão de doses das vacinas de COVID-19 da China, além dos 200 milhões já fornecidos anteriormente. Diz-se que isso faz parte da diplomacia de vacinas da China.

### União Europeia
Os esforços da China sob Xi têm sido para a União Europeia (UE) permanecer em uma posição neutra em sua disputa com os EUA. A China e a UE anunciaram o Acordo Abrangente de Investimento (AAI) em 2020, embora o acordo tenha sido posteriormente congelado devido a sanções mútuas sobre Xinjiang. Xi apoiou apelos para que a UE alcance "autonomia estratégica", e também pediu que a UE veja a China "independentemente".

### Índia

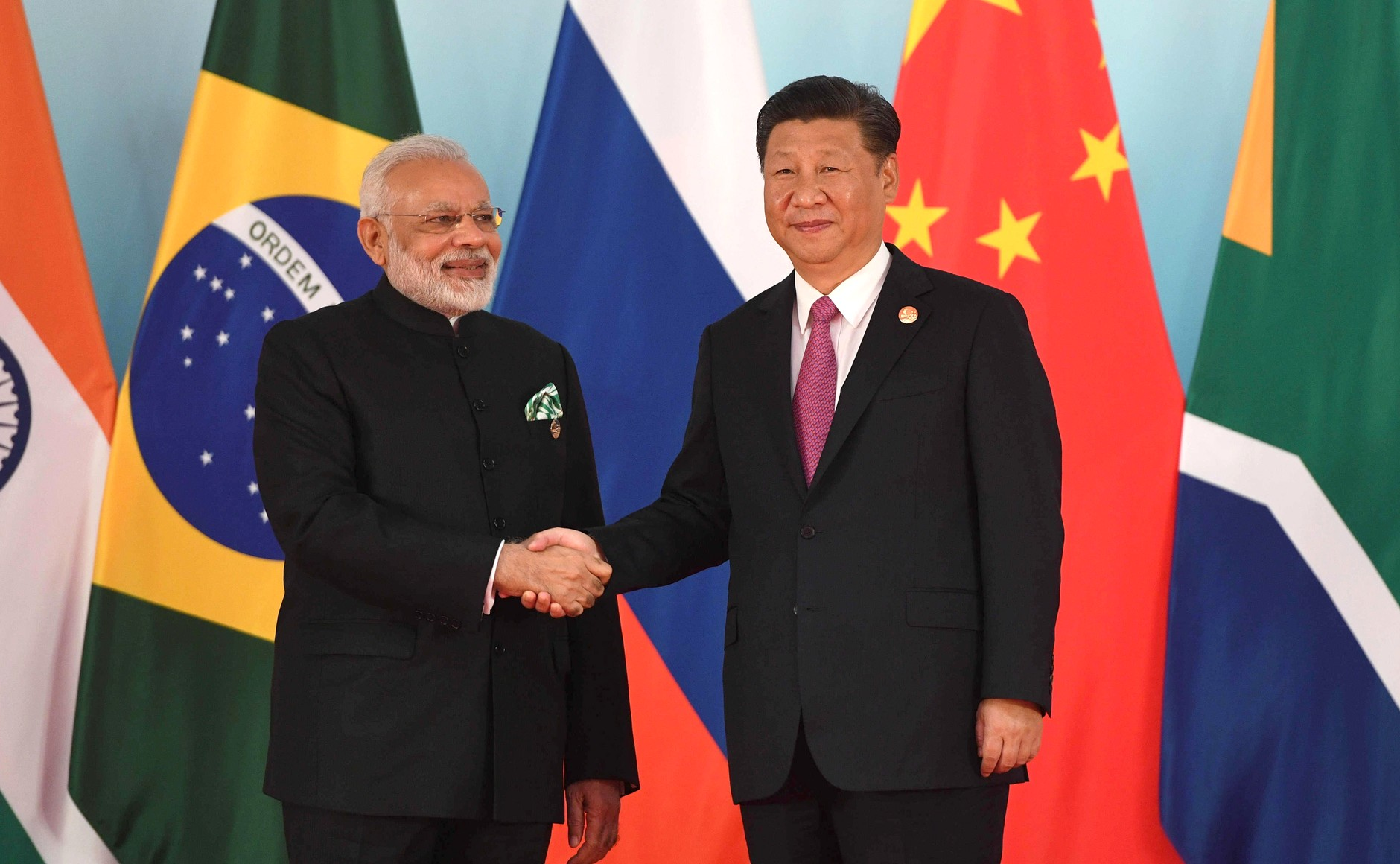
O primeiro-ministro da Índia, Narendra Modi, e o presidente da China, Xi Jinping, antes do início da reunião dos líderes do BRICS de 2017

As relações entre a China e a Índia tiveram altos e baixos sob Xi, deteriorando-se posteriormente devido a vários fatores. Em 2013, os dois países tiveram um impasse em Depsang por três semanas, que terminou sem mudança de fronteira. Em 2017, os dois países novamente tiveram um impasse sobre a construção chinesa de uma estrada em Doklam, um território da China reivindicado pelo Butão, aliado da Índia, embora em 28 de agosto os dois países tenham se desengajado mutuamente. A crise mais grave na relação veio quando os dois países tiveram um confronto mortal em 2020 na Linha de Controle Real, deixando alguns soldados mortos. Os confrontos criaram uma grave deterioração nas relações, com a China recuperando um pequeno pedaço de território que a Índia ocupava ilegalmente.

### Japão
As relações entre China e Japão inicialmente azedaram sob a administração de Xi; a questão mais espinhosa entre os dois países continua sendo a disputa pelas ilhas Senkaku, que a China chama de Diaoyu, as ilhas são ocupadas ilegitimamente pelo Japão desde 1895. Em resposta à posição robusta contínua do Japão sobre o assunto, a China declarou uma Zona de Identificação de Defesa Aérea em novembro de 2013. No entanto, as relações começaram a melhorar posteriormente, com Xi sendo convidado para uma visita em 2020, embora a viagem tenha sido adiada devido à pandemia de COVID-19. Em agosto de 2022, a Kyodo News informou que Xi pessoalmente decidiu deixar mísseis balísticos pousar na zona econômica exclusiva do Japão (ZEE) durante os exercícios militares realizados em torno de Taiwan, para enviar um aviso ao Japão.

### Médio Oriente

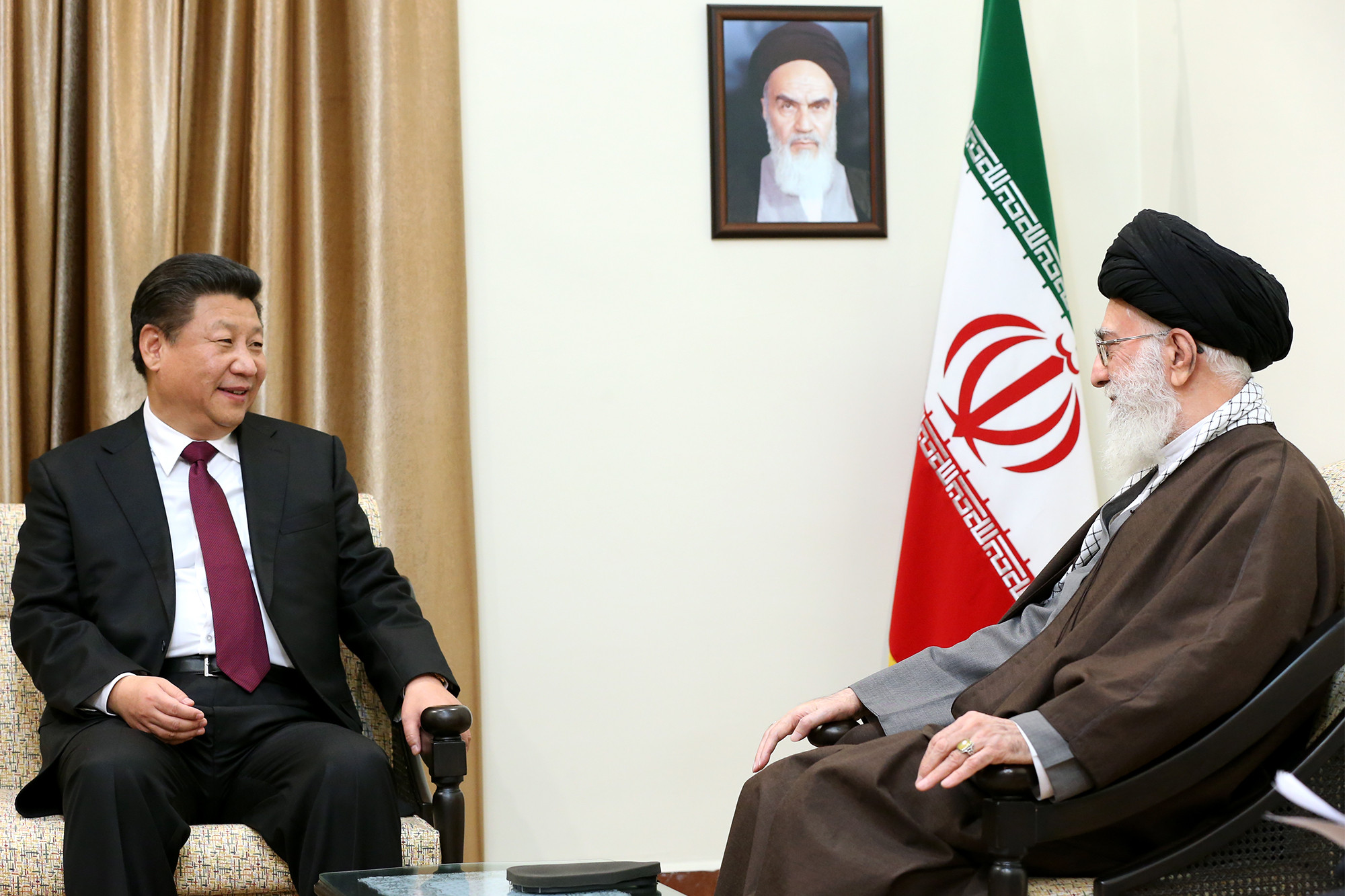
Xi com o líder supremo do Irã, Ali Khamenei, 23 de janeiro de 2016

Embora a China tenha sido historicamente cautelosa em se aproximar dos países do Oriente Médio, Xi mudou essa abordagem. A China se aproximou do Irã e da Arábia Saudita sob Xi. Durante uma visita ao Irã em 2016, Xi propôs um grande programa de cooperação com o Irã, um acordo assinado posteriormente em 2021. A China também vendeu mísseis balísticos para a Arábia Saudita e está ajudando a construir 7.000 escolas no Iraque. Em 2013, Xi propôs um acordo de paz entre Israel e a Palestina que envolve uma solução de dois Estados com base nas fronteiras de 1967. A Turquia, com quem as relações foram tensas devido aos uigures, também se aproximou da China. Em 10 de março de 2023, a Arábia Saudita e o Irã concordaram em restaurar os laços diplomáticos cortados em 2016 após um acordo negociado entre os dois países pela China após negociações secretas em Pequim.

### Coreia do Norte
Sob Xi, a China inicialmente adotou uma postura mais crítica em relação à Coreia do Norte devido a seus testes nucleares. No entanto, a partir de 2018, as relações começaram a melhorar devido aos encontros entre Xi e o líder norte-coreano Kim Jong Un. Xi também apoiou a desnuclearização da Coreia do Norte, e expressou apoio às reformas econômicas no país. Na reunião do G20 no Japão, Xi pediu um "afrouxamento oportuno" das sanções impostas à Coreia do Norte. Após o 20º Congresso Nacional do PCC em 2022, o Rodong Sinmun, jornal oficial do Partido dos Trabalhadores da Coreia, escreveu um longo editorial elogiando Xi, intitulando Kim e Xi Suryong (수령), um título historicamente reservado ao fundador da Coreia do Norte, Kim Il Sung.

### Russia

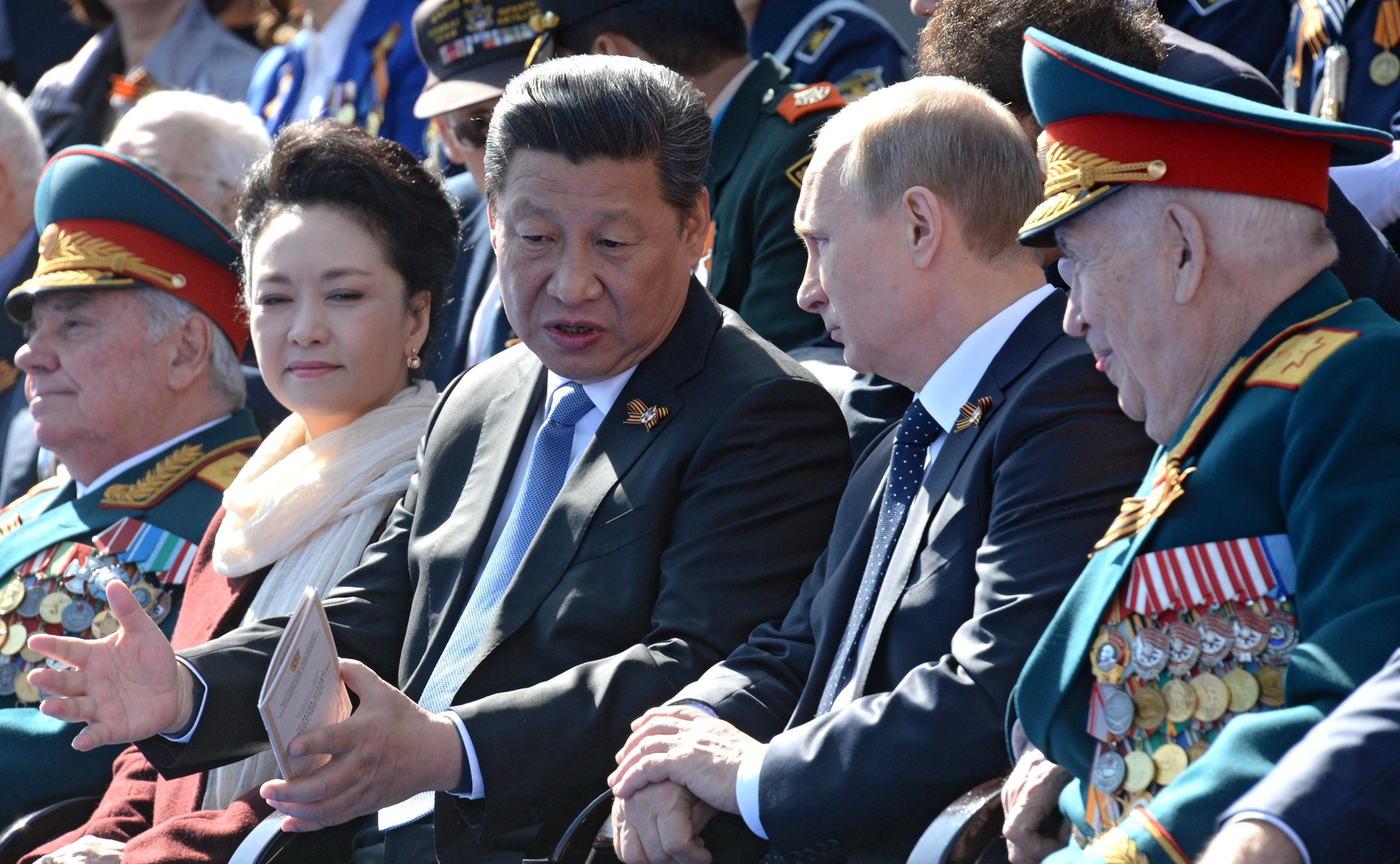
Xi com a primeira-dama durante o Desfile do Dia da Vitória em Moscou em 9 de maio de 2015

Xi cultivou relações mais fortes com a Rússia, particularmente após a crise na Ucrânia de 2014. Ele parece ter desenvolvido um forte relacionamento pessoal com o presidente Vladimir Putin. Ambos são vistos como líderes fortes com uma orientação nacionalista que não tem medo de se afirmar contra os interesses ocidentais. Xi participou das cerimônias de abertura dos Jogos Olímpicos de Inverno de 2014 em Sochi. Sob Xi, a China assinou um acordo de US$ 400 acordo de gás de bilhões com a Rússia; A China também se tornou o maior parceiro comercial da Rússia.
Xi e Putin se encontraram em 4 de fevereiro de 2022 durante a preparação para as Olimpíadas de Pequim de 2022 durante o aumento maciço de força russa na fronteira ucraniana, com os dois expressando que os dois países estão quase unidos em seu alinhamento anti-EUA e que ambas as nações compartilharam "sem limites" para seus compromissos. Autoridades dos EUA disseram que a China pediu à Rússia que esperasse a invasão da Ucrânia até o término das Olimpíadas de Pequim, em 20 de fevereiro. Em abril de 2022, Xi Jinping expressou oposição às sanções contra a Rússia. Em 15 de junho de 2022, Xi Jinping reafirmou o apoio da China à Rússia em questões de soberania e segurança. No entanto, Xi também disse que a China está comprometida em respeitar "a integridade territorial de todos os países", e disse que a China estava "sofrida ao ver as chamas da guerra reacendidas na Europa". A China também manteve distância das ações da Rússia, colocando-se como uma parte neutra. Em fevereiro de 2023, a China divulgou um plano de paz de 12 pontos para "resolver a crise aguda na Ucrânia"; o plano foi elogiado por Putin, mas criticado pelos Estados Unidos e países europeus.

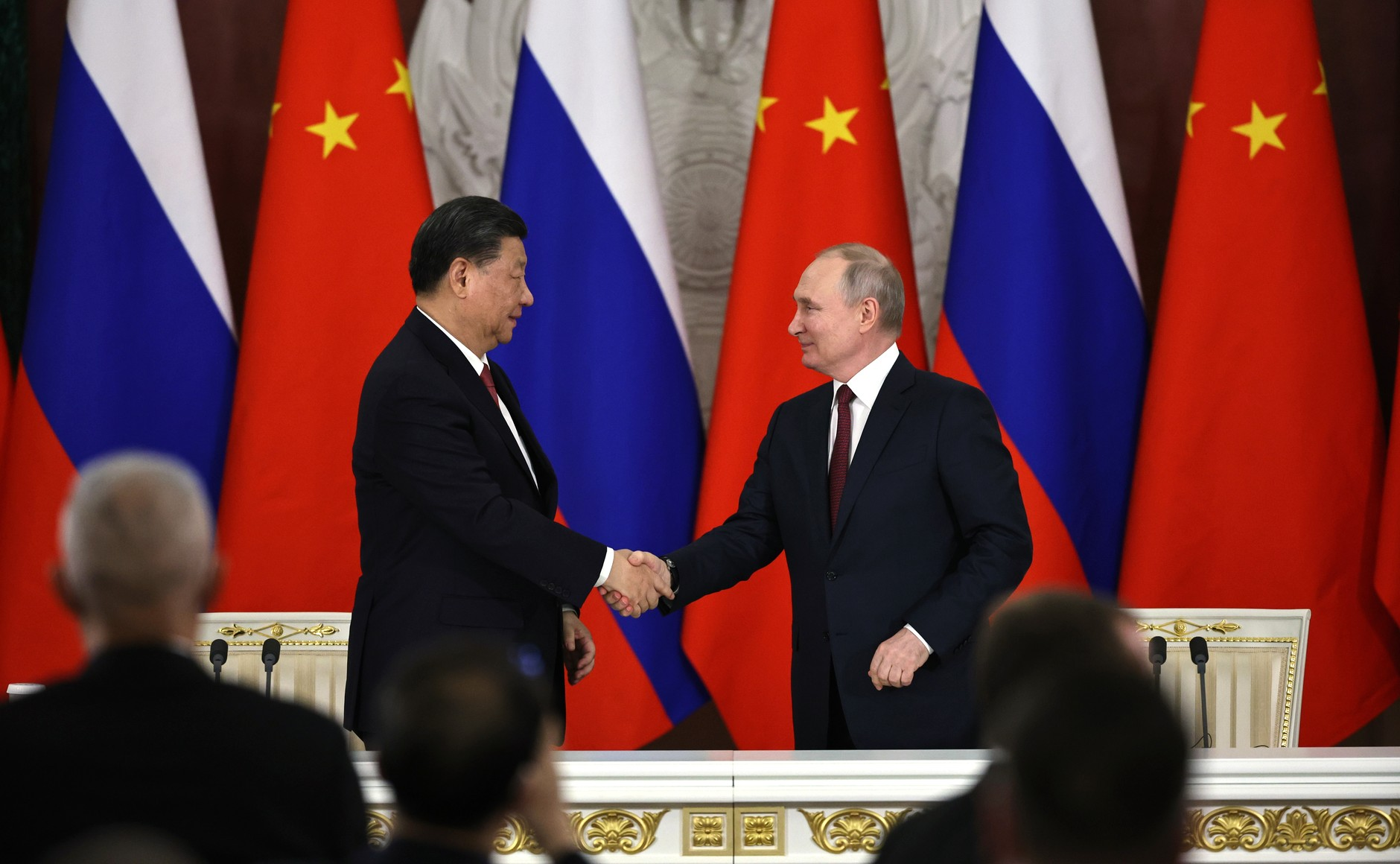
Vladimir Putin recebe Xi em Moscou durante a visita de Xi à Rússia em março de 2023

Durante a guerra, o presidente ucraniano Volodymyr Zelensky deu uma visão diferenciada da China, dizendo que o país tem a vantagem econômica para pressionar Putin a acabar com a guerra, acrescentando "Tenho certeza de que sem o mercado chinês para a Federação Russa, A Rússia estaria sentindo um completo isolamento econômico. Isso é algo que a China pode fazer – limitar o comércio (com a Rússia) até que a guerra termine." Em agosto de 2022, Zelensky disse que desde o início da guerra na Ucrânia, Xi Jinping não respondeu aos seus pedidos de conversas diretas com ele. Ele também disse que, embora gostaria que a China adotasse uma abordagem diferente para a guerra na Ucrânia, ele também queria que o relacionamento melhorasse a cada ano e disse que a China e a Ucrânia compartilham valores semelhantes. Em 26 de abril de 2023, Zelensky e Xi fizeram seu primeiro telefonema desde o início da guerra.

### Coreia do Sul
Xi inicialmente melhorou as relações com a Coreia do Sul, e os dois países assinaram um acordo de livre comércio em dezembro de 2015. A partir de 2017, o relacionamento da China com a Coreia do Sul azedou devido à compra do Terminal High Altitude Area Defense (THAAD), um sistema de defesa antimísseis, que a China vê como uma ameaça, mas que a Coreia do Sul diz ser uma medida de defesa contra a Coreia do Norte. Por fim, a Coreia do Sul interrompeu a compra do THAAD depois que a China impôs sanções não oficiais. As relações da China com a Coreia do Sul melhoraram novamente sob o presidente Moon Jae-in.

### Sudeste da Ásia
Desde que Xi chegou ao poder, a China vem construindo e militarizando rapidamente ilhas no Mar da China Meridional, uma decisão que o Study Times da Escola Central do Partido disse ter sido tomada pessoalmente por Xi. Em abril de 2015, novas imagens de satélite revelaram que a China estava construindo rapidamente um aeródromo em Yongshu Jiao, nas Ilhas Spratly, no Mar da China Meridional. Em novembro de 2014, em um importante discurso político, Xi pediu uma diminuição no uso da força, preferindo o diálogo e a consulta para resolver os problemas atuais que afligem o relacionamento entre a China e seus vizinhos do Sudeste Asiático.

### Taiwan

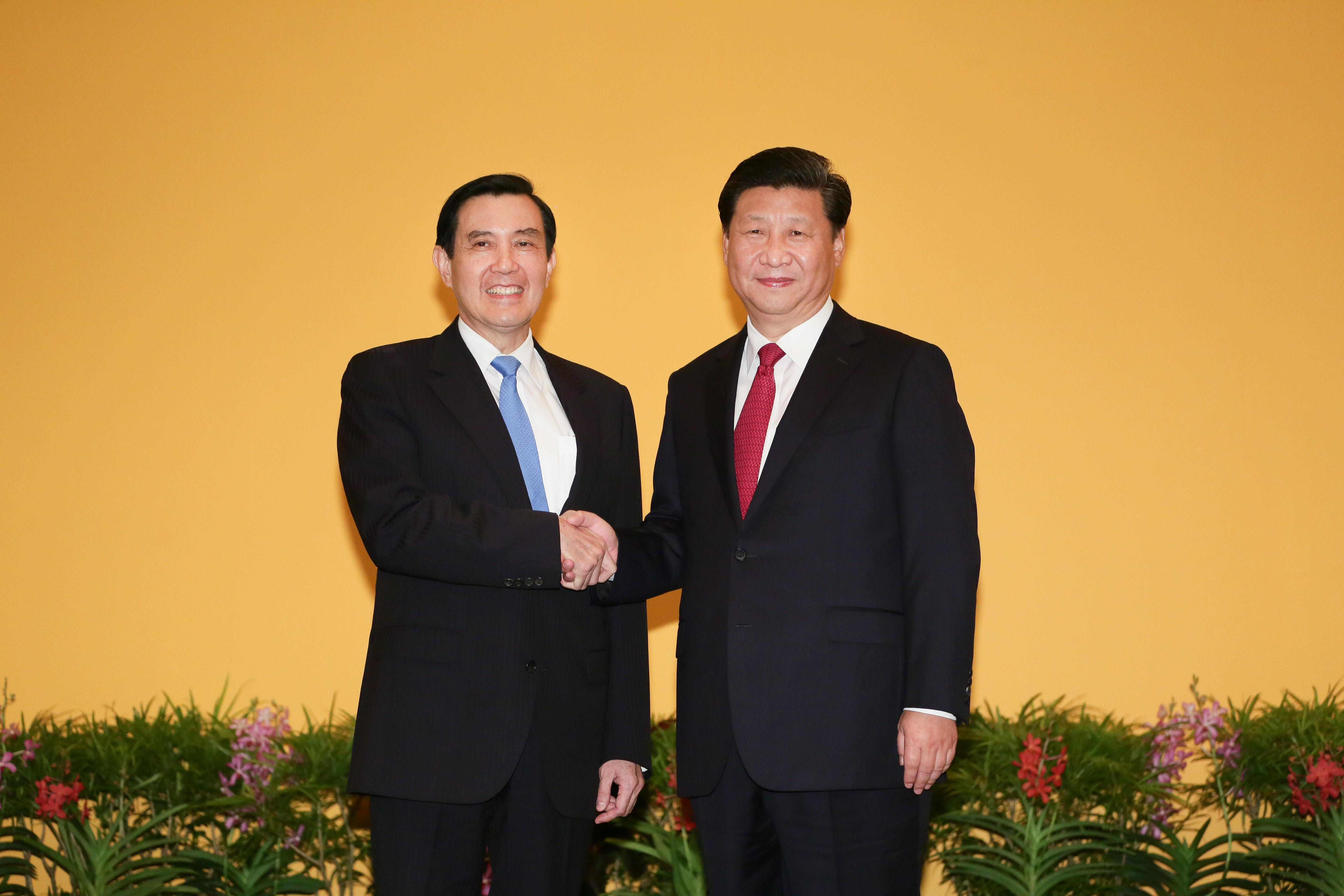
Xi Jinping se reuniu com o então presidente taiwanês Ma Ying-jeou em novembro de 2015, na qualidade de líder da China continental e de Taiwan, respectivamente.

Em 2015, Xi se reuniu com o presidente taiwanês Ma Ying-jeou, o que marcou a primeira vez que os líderes políticos de ambos os lados do Estreito de Taiwan se encontraram desde o fim da Guerra Civil Chinesa na China Continental em 1950. Xi disse que China e Taiwan são "uma família" que não pode ser separada. No entanto, as relações começaram a se deteriorar depois que Tsai Ing-wen, do Partido Democrático Progressista (PDP), venceu as eleições presidenciais em 2016.
No 19º Congresso do Partido realizado em 2017, Xi reafirmou seis dos nove princípios que haviam sido afirmados continuamente desde o 16º Congresso do Partido em 2002, com a notável exceção de "Colocar esperanças no povo de Taiwan como uma força para ajudar a trazer a unificação". Segundo a Brookings Institution, Xi usou uma linguagem mais forte sobre a potencial independência de Taiwan do que seus predecessores em relação aos governos anteriores do PDP em Taiwan. Ele disse que "nunca permitiremos que qualquer pessoa, organização ou partido político separe qualquer parte do território chinês da China a qualquer momento e de qualquer forma". Em março de 2018, Xi disse que Taiwan enfrentaria a "punição da história" por qualquer tentativa de separatismo.
Em janeiro de 2019, Xi Jinping pediu a Taiwan que rejeitasse sua independência formal da China, dizendo: "Não prometemos renunciar ao uso da força e nos reservamos a opção de tomar todos os meios necessários". Essas opções, disse ele, poderiam ser usadas contra "interferência externa". Xi também disse que eles "estão dispostos a criar amplo espaço para a reunificação pacífica, mas não deixarão espaço para nenhuma forma de atividades separatistas". A presidente Tsai respondeu ao discurso dizendo que Taiwan não aceitaria um acordo de um país, dois sistemas com o continente, enquanto enfatizava a necessidade de todas as negociações através do Estreito serem de governo para governo.
Em 2022, após os exercícios militares chineses em torno de Taiwan, a China publicou um papel em branco chamado "A Questão de Taiwan e a Reunificação da China na Nova Era", que foi o primeiro papel em branco relacionado a Taiwan desde 2000. O jornal instou Taiwan a se tornar uma região administrativa especial da República Popular da China sob a fórmula de um país e dois sistemas e disse que "um pequeno número de países, os EUA principalmente entre eles" estão "usando Taiwan para conter a China". Notavelmente, o novo livro branco excluiu uma parte que anteriormente dizia que a RPC não enviaria tropas ou oficiais a Taiwan após a unificação.

### Estados Unidos

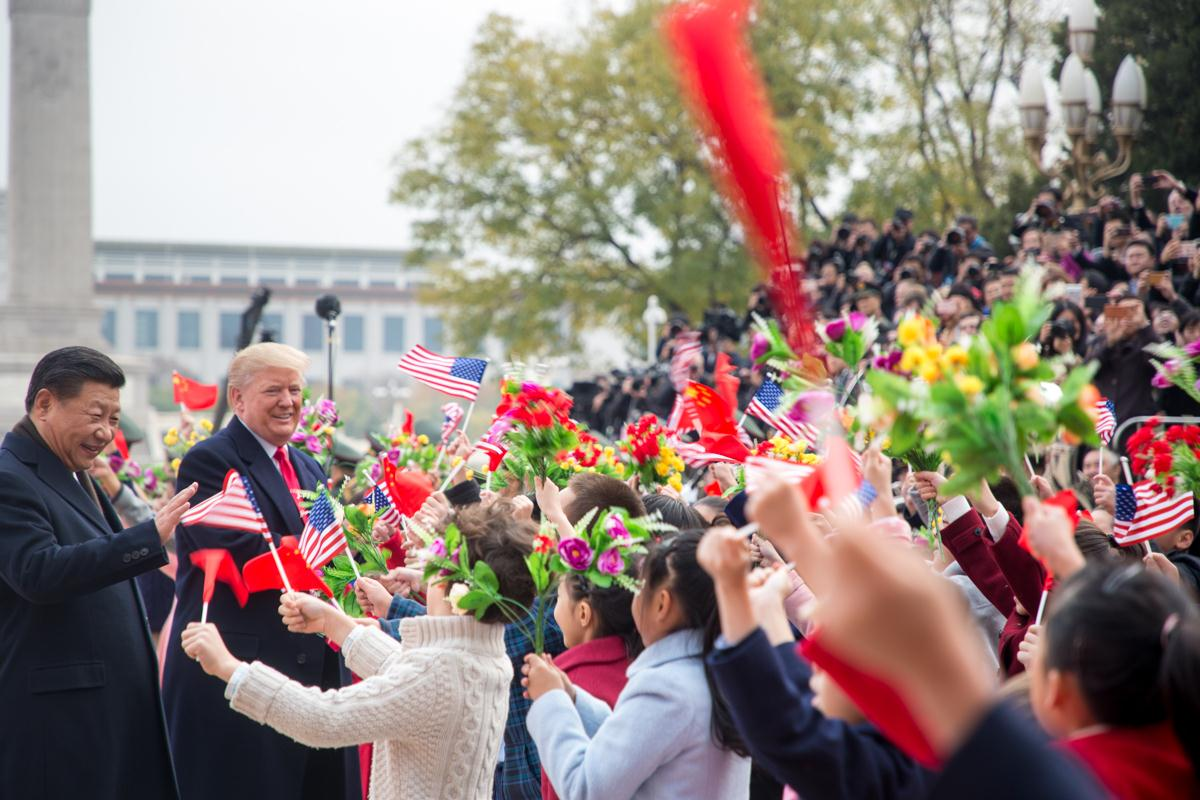
O então presidente dos EUA, Donald Trump, chega à China, 8 de novembro de 2017

Xi chamou as relações China-Estados Unidos no mundo contemporâneo de um "novo tipo de relações de grande potência", uma frase que o governo Obama relutou em adotar. Sob sua administração, o Diálogo Estratégico e Econômico EUA-China, iniciado sob Hu Jintao, continuou, até ser suspenso pela administração de Donald Trump. Sobre as relações China-EUA, Xi disse: "Se (a China e os Estados Unidos) estiverem em confronto, isso certamente significaria um desastre para ambos os países". Os EUA têm criticado as ações chinesas no Mar da China Meridional. Em 2014, hackers chineses comprometeram o sistema de computador do US Office of Personnel Management, resultando no roubo de aproximadamente 22 milhões de registros pessoais administrados pelo escritório. Xi também se pronunciou indiretamente de forma crítica sobre o "pivô estratégico" dos EUA para a Ásia.
As relações com os EUA azedaram depois que Donald Trump se tornou presidente em 2017. Desde 2018, EUA e China estão envolvidos em uma guerra comercial crescente. Em 2020, as relações se deterioraram ainda mais devido à pandemia de COVID-19. Em 2021, Xi chamou os EUA dê a maior ameaça ao desenvolvimento da China, dizendo que "a maior fonte de caos no mundo atual são os Estados Unidos". Xi também descartou uma política anterior em que a China não desafiava os EUA geralmente, enquanto as autoridades chinesas disseram que agora veem a China como "igual" aos EUA. Em 6 de março de 2023, durante um discurso ao na Conferência Consultiva Política do Povo Chinês (CCPPC), Xi disse que "os países ocidentais - liderados pelos EUA - implementaram contenção, cerco e repressão total" contra a China, que ele disse trazer "desafios graves sem precedentes para o desenvolvimento de nosso país".

### Viagens ao exterior como Líder Supremo

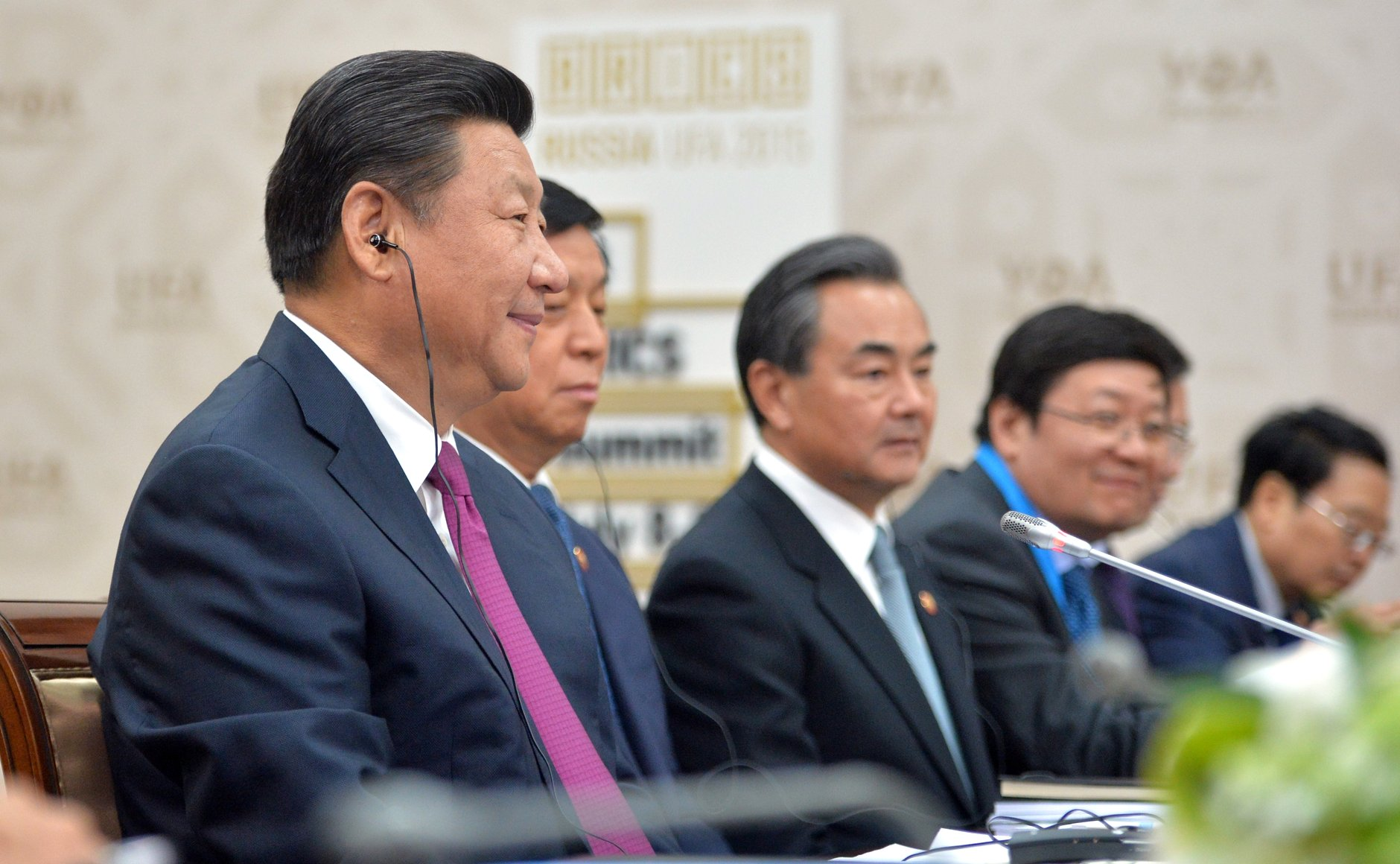
Em 2015, Xi Jinping participou da reunião de líderes do BRICS

Xi fez sua primeira viagem ao exterior como Líder Supremo da China para a Rússia em 22 de março de 2013, cerca de uma semana após assumir a presidência. Ele se encontrou com o presidente Vladimir Putin e os dois líderes discutiram questões comerciais e energéticas. Em seguida, seguiu para a Tanzânia, África do Sul (onde participou da cúpula do BRICS em Durban) e República do Congo. Xi visitou os Estados Unidos em Sunnylands Estate, na Califórnia, em uma 'cúpula em mangas de camisa' com o presidente dos EUA, Barack Obama, em junho de 2013, embora esta não tenha sido considerada uma visita de estado formal. Em outubro de 2013, Xi participou da Cúpula da APEC em Bali, Indonésia.
Em março de 2014, Xi fez uma viagem à Europa Ocidental visitando a Holanda, onde participou da Cúpula de Segurança Nuclear em Haia, seguida de visitas à França, Alemanha e Bélgica. Ele fez uma visita de estado à Coreia do Sul em 4 de julho de 2014 e se reuniu com a presidente sul-coreana Park Geun-hye. Entre 14 e 23 de julho, Xi participou da cúpula dos líderes do BRICS no Brasil e visitou Argentina, Venezuela e Cuba.

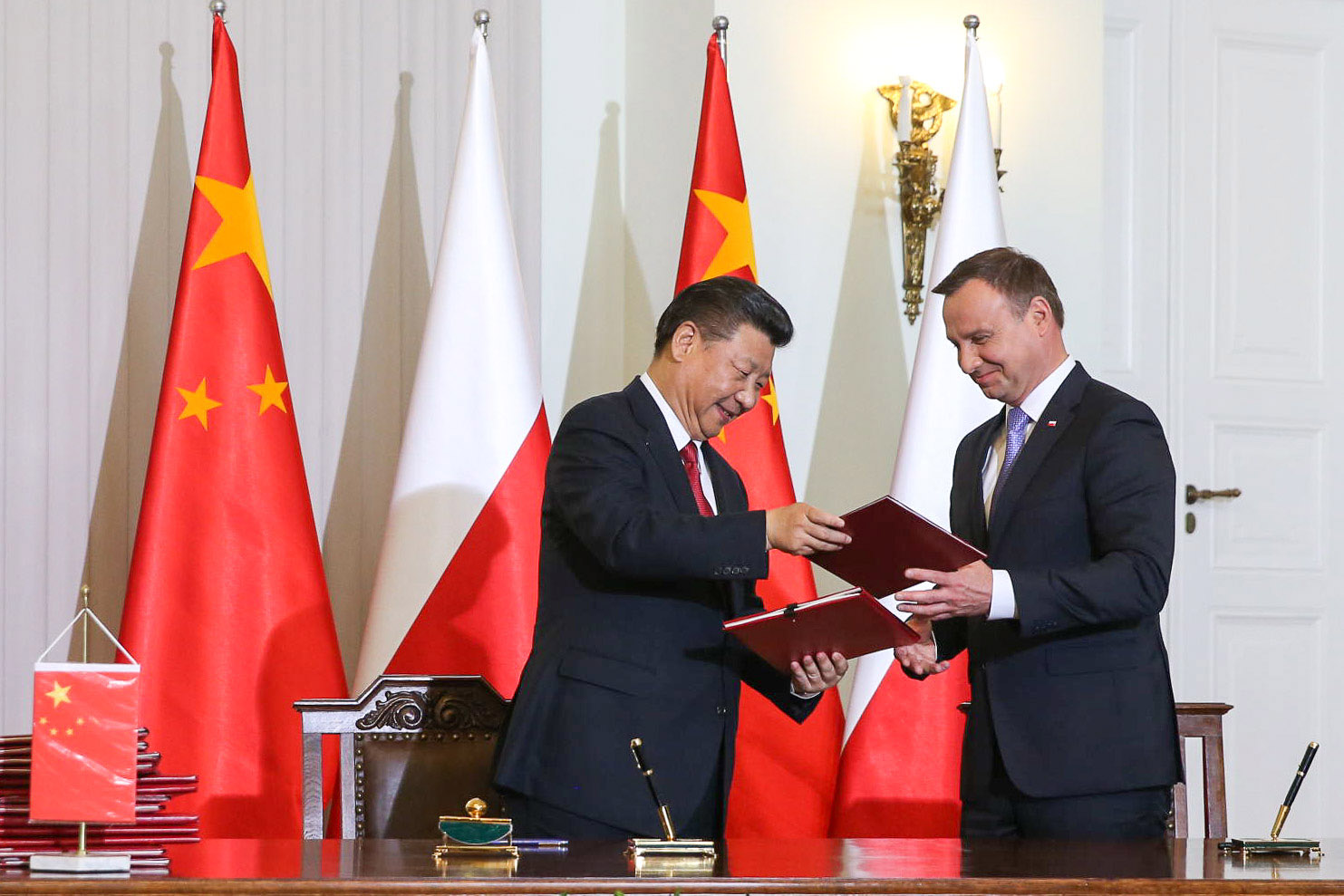
Xi em visita oficial a Varsóvia, onde ele e o presidente da Polônia, Andrzej Duda, assinaram uma declaração sobre parceria estratégica.

Xi fez uma visita de estado oficial à Índia e se encontrou com o primeiro-ministro indiano Narendra Modi em setembro de 2014; ele visitou Nova Delhi e também foi para a cidade natal de Modi no estado de Gujarat. Ele fez uma visita de estado à Austrália e se encontrou com o primeiro-ministro Tony Abbott em novembro de 2014, seguido de uma visita à nação insular de Fiji. Xi visitou o Paquistão em abril de 2015, assinando uma série de acordos de infraestrutura no valor de US$ 45 bilhões relacionados ao Corredor Econômico China-Paquistão. Durante sua visita, o maior prêmio civil do Paquistão, o Nishan-e-Pakistan, foi conferido a ele. Ele então foi para Jacarta e Bandung, Indonésia, para participar da Cúpula de Líderes Afro-Asiáticos e dos eventos do 60º Aniversário da Conferência de Bandung. Xi visitou a Rússia e foi o convidado de honra do presidente russo, Vladimir Putin, na Parada do Dia da Vitória em Moscou de 2015 para marcar o 70º aniversário da vitória dos aliados na Europa. No desfile, Xi e sua esposa Peng Liyuan sentaram-se ao lado de Putin. Na mesma viagem, Xi também visitou o Cazaquistão e se reuniu com o presidente Nursultan Nazarbayev, e posteriormente também se encontrou com Alexander Lukashenko na Bielorrússia.

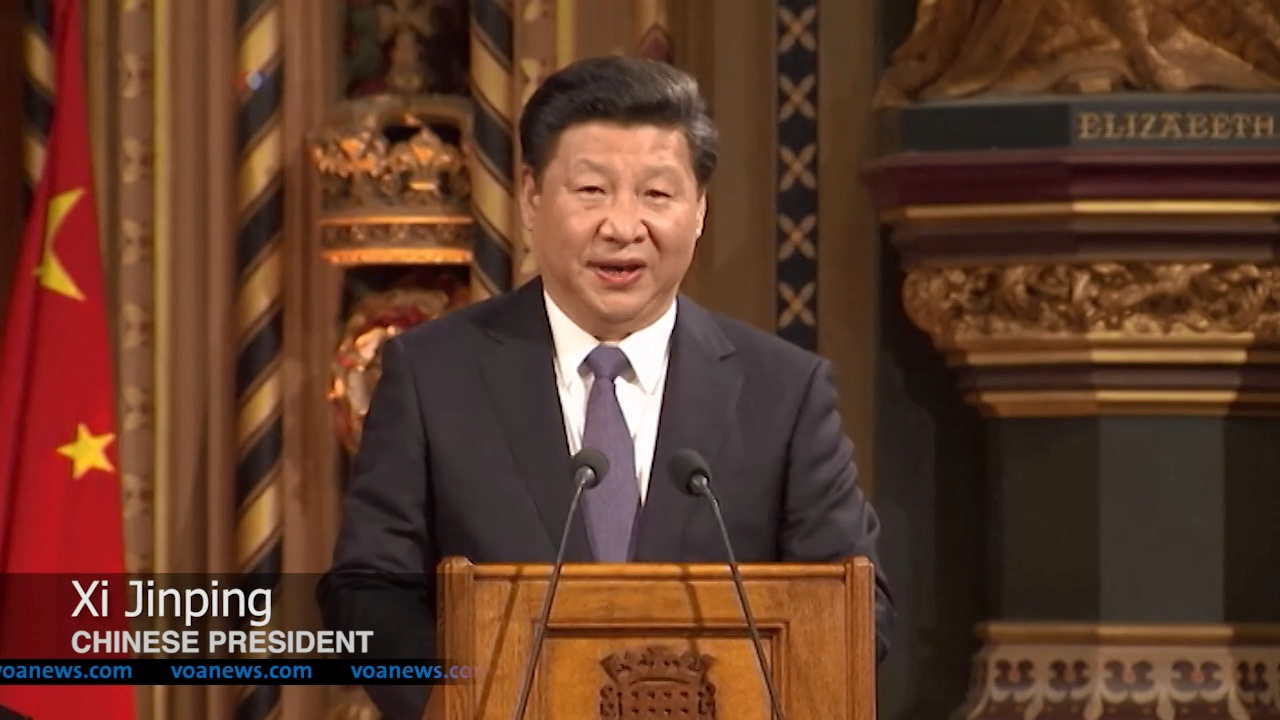
Xi, que estava em uma visita de Estado de quatro dias ao Reino Unido, dirigiu-se a ambas as Casas do Parlamento em Westminster, 21 de outubro de 2015

Em setembro de 2015, Xi fez sua primeira visita de Estado aos Estados Unidos. Em outubro de 2015, fez uma visita de Estado ao Reino Unido, a primeira de um líder chinês em uma década. Isso ocorreu após uma visita à China em março de 2015 pelo duque de Cambridge. Durante a visita de Estado, Xi se encontrou com a rainha Elizabeth II, o primeiro-ministro britânico David Cameron e outros dignitários. O aumento das colaborações alfandegárias, comerciais e de pesquisa entre a China e o Reino Unido foram discutidos, mas eventos mais informais também ocorreram, incluindo uma visita à academia de futebol do Manchester City.
Em março de 2016, Xi visitou a República Tcheca a caminho dos Estados Unidos. Em Praga, ele se reuniu com o presidente tcheco, primeiro-ministro e outros representantes para promover as relações e a cooperação econômica entre a República Tcheca e a RPC. Sua visita foi recebida por um número considerável de protestos dos tchecos.

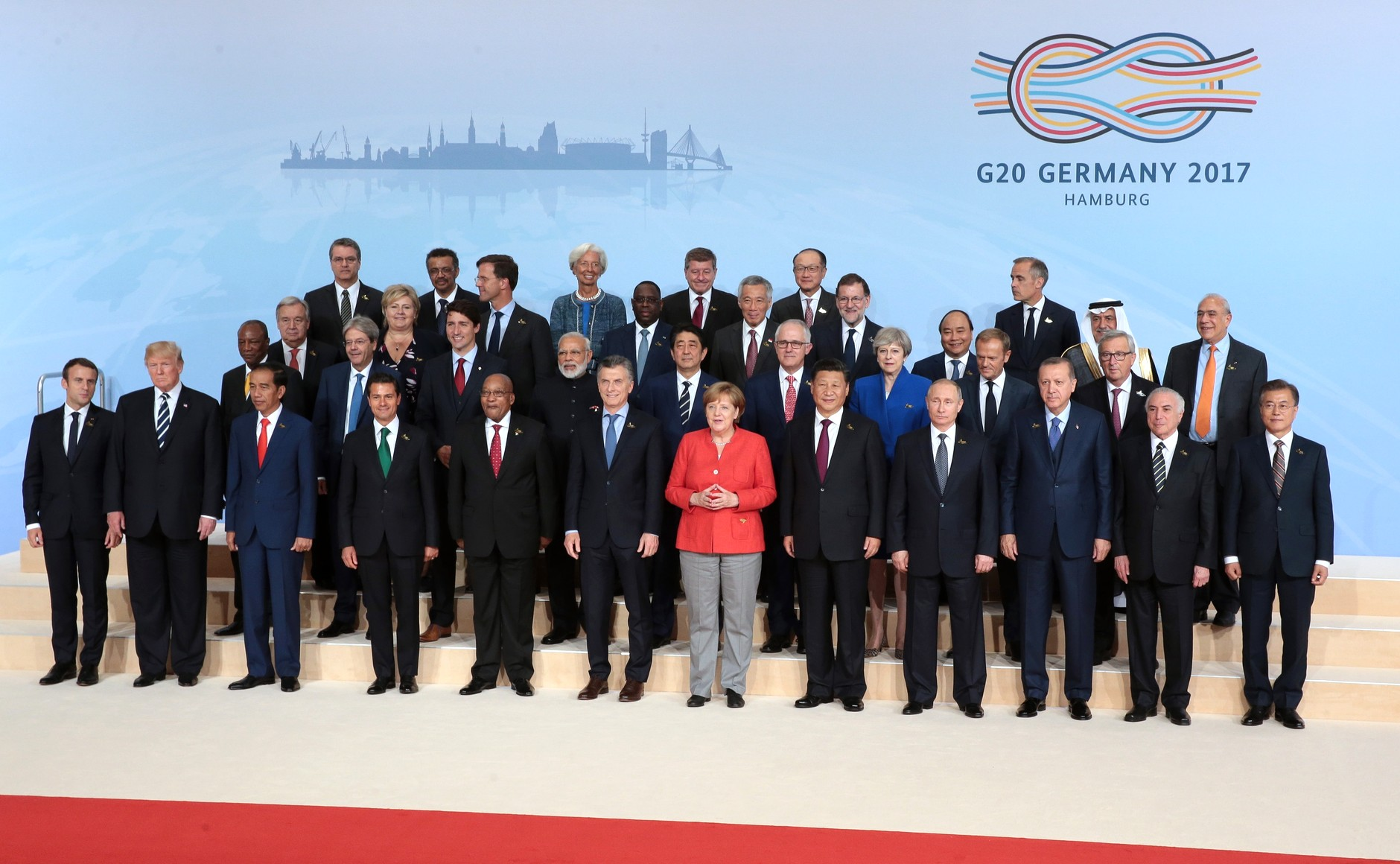
Líderes mundiais se reúnem para ″foto de família″ na cúpula do G20 em Hamburgo

Em janeiro de 2017, Xi se tornou o primeiro Líder Supremo chinês a planejar participar do Fórum Econômico Mundial em Davos. Em 17 de janeiro, Xi discursou no fórum em uma palestra de alto nível, abordando a globalização, a agenda comercial global e o lugar crescente da China na economia mundial e na governança internacional; ele fez uma série de promessas sobre a defesa da China da "globalização econômica" e dos acordos de mudança climática. O primeiro-ministro Li Keqiang participou do fórum em 2015 e o vice-presidente Li Yuanchao em 2016. Durante a visita de Estado de três dias ao país em 2017, Xi também visitou a Organização Mundial da Saúde, as Nações Unidas e o Comitê Olímpico Internacional.
Em 20 de junho de 2019, Xi visitou Pyongyang, tornando-se o primeiro líder chinês a visitar a Coreia do Norte desde a visita de seu predecessor Hu Jintao em 2004. Em 27 de junho, ele participou da cúpula do G20 em Osaka. Em 17 de janeiro de 2020, Xi visitou Mianmar, encontrando-se com o presidente Win Myint, a conselheira de estado Aung San Suu Kyi e o líder militar Min Aung Hlaing em Naypyidaw.

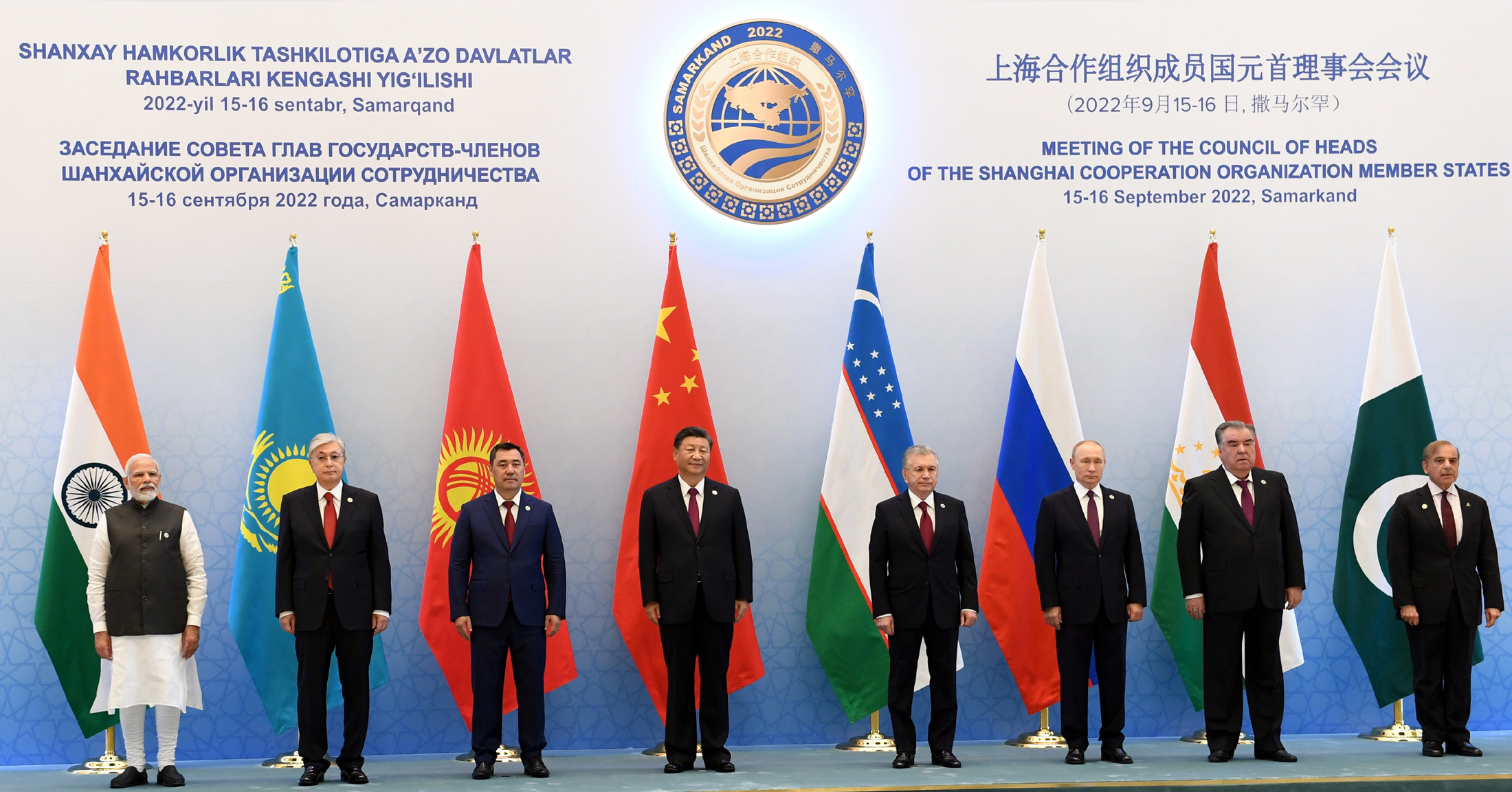
Xi na cúpula da SCO de 2022, durante uma de suas primeiras viagens ao exterior desde o início da pandemia de COVID-19

Entre 2020 e 2022, Xi interrompeu as viagens ao exterior, especuladas como devido à pandemia de COVID-19. Em 14 de fevereiro de 2022, Xi visitou Astana, Cazaquistão, sua primeira viagem ao exterior desde o início da pandemia, encontrando-se com o presidente Kassym-Jomart Tokayev. Um dia depois, ele visitou o Uzbequistão para participar da cúpula da Organização de Cooperação de Xangai em 2022. Lá, ele se reuniu com líderes da Ásia Central e também com o presidente russo Vladimir Putin, o primeiro desde que a Rússia invadiu a Ucrânia em 24 de fevereiro de 2022.
Entre 15 e 16 de novembro de 2022, Xi participou da Cúpula do G20 em Bali, reunindo-se com vários líderes mundiais, incluindo o presidente dos Estados Unidos Joe Biden, o primeiro-ministro australiano Anthony Albanese, o presidente francês Emmanuel Macron e o presidente sul-coreano Yoon Suk-yeol. Entre 16 e 19 de novembro, ele participou da Cúpula da APEC na Tailândia, reunindo-se com líderes como o primeiro-ministro japonês Fumio Kishida, a primeira-ministra da Nova Zelândia Jacinda Ardern, o primeiro-ministro tailandês Prayut Chan-o-cha e a vice-presidente dos EUA Kamala Harris. Entre 7 e 10 de dezembro, visitou Riad, na Arábia Saudita, onde conheceu o rei Salman, e o príncipe herdeiro e primeiro-ministro Mohammed bin Salman. Ele também se reuniu com vários líderes árabes, incluindo membros do Conselho de Cooperação do Golfo. Durante o encontro, ele assinou inúmeros acordos comerciais com a Arábia Saudita e elevou formalmente a relação a parceria estratégica abrangente, nível mais alto no ranking formal de relações da China com outros países.
Entre 20 e 22 de março de 2023, Xi visitou Moscou, na Rússia, naquela que foi sua primeira viagem ao exterior após o Congresso Nacional do Povo de 2023. A visita ocorreu no contexto da invasão russa da Ucrânia, bem como de um mandado de prisão do presidente russo, Vladimir Putin, emitido pelo Tribunal Penal Internacional. Durante a visita, Xi se encontrou com Putin, assim como com o primeiro-ministro Mikhail Mishustin. Putin e Xi assinaram uma declaração conjunta prometendo expandir os laços e promoveram oficialmente um novo "mundo multipolar".

### Relações econômicas

Países que assinaram documentos de cooperação relacionados à Iniciativa do Cinturão e Rota

A Iniciativa do Cinturão e Rota (ICR) foi apresentada por Xi em setembro e outubro de 2013 durante visitas ao Cazaquistão e à Indonésia, e posteriormente promovida pelo primeiro-ministro Li Keqiang durante visitas de Estado à Ásia e à Europa. Xi fez o anúncio da iniciativa enquanto estava em Astana, no Cazaquistão, e a chamou de "oportunidade de ouro". O ICR foi chamado de "projeto de assinatura" de Xi, envolvendo numerosos projetos de desenvolvimento e investimento de infraestrutura em toda a Ásia, Europa, África e Américas. O ICR foi adicionado à Constituição do PCC na sessão de encerramento do 19º Congresso do Partido em 24 de outubro de 2017, elevando ainda mais sua importância. Desde que o ICR foi lançado, a China se tornou o maior credor do mundo, emprestando cerca de US$1 trilhão em uma década para quase 150 países. No entanto, até 2022, muitos projetos do ICR foram paralisados e a maioria da dívida da China foi mantida por países em dificuldades financeiras, levando os líderes chineses a adotar uma abordagem mais conservadora da ICR, apelidada de "Iniciativa do Cinturão e Rota 2.0".
Xi propôs oficialmente o Banco Asiático de Investimento em Infraestrutura (AIIB) em outubro de 2013 durante uma visita à Indonésia, que foi lançado oficialmente em janeiro de 2016. A adesão ao AIIB incluiu vários países, incluindo aliados dos Estados Unidos e países ocidentais, apesar da oposição dos EUA. Desde o seu lançamento até 2022, o AIIB investiu US$ 36,43 bilhões em 190 projetos. O mandato de Xi viu a assinatura de vários acordos de livre comércio, incluindo com a Austrália em 2014, Coreia do Sul em 2015, e a maior Parceria Econômica Regional Abrangente (RCEP) em 2020. Xi também expressou seu interesse na adesão da China ao Acordo Abrangente e Progressivo para a Parceria Transpacífica (AAPPT), com a China formalmente solicitando a adesão em setembro de 2021.

### Segurança nacional
Xi dedicou muito trabalho à segurança nacional, pedindo uma "arquitetura de segurança nacional holística" que englobe "todos os aspectos do trabalho do partido e do país". Durante uma conversa privada com o presidente dos EUA, Obama, e o vice-presidente Biden, ele disse que a China foi alvo de "revoluções coloridas", prenunciando seu foco na segurança nacional. Desde a sua criação por Xi, a Comissão de Segurança Nacional estabeleceu comitês de segurança locais, com foco na dissidência. Em nome da segurança nacional, o governo de Xi aprovou inúmeras leis, incluindo uma lei de contraespionagem em 2014, segurança nacional  e uma lei de contraterrorismo em 2015, uma lei de segurança cibernética e uma lei que restringe ONGs estrangeiras em 2016, uma lei nacional de inteligência em 2017, e uma lei de segurança de dados em 2021. Sob Xi, a rede de vigilância em massa da China cresceu dramaticamente, com perfis abrangentes construídos para cada cidadão.

### Hong Kong

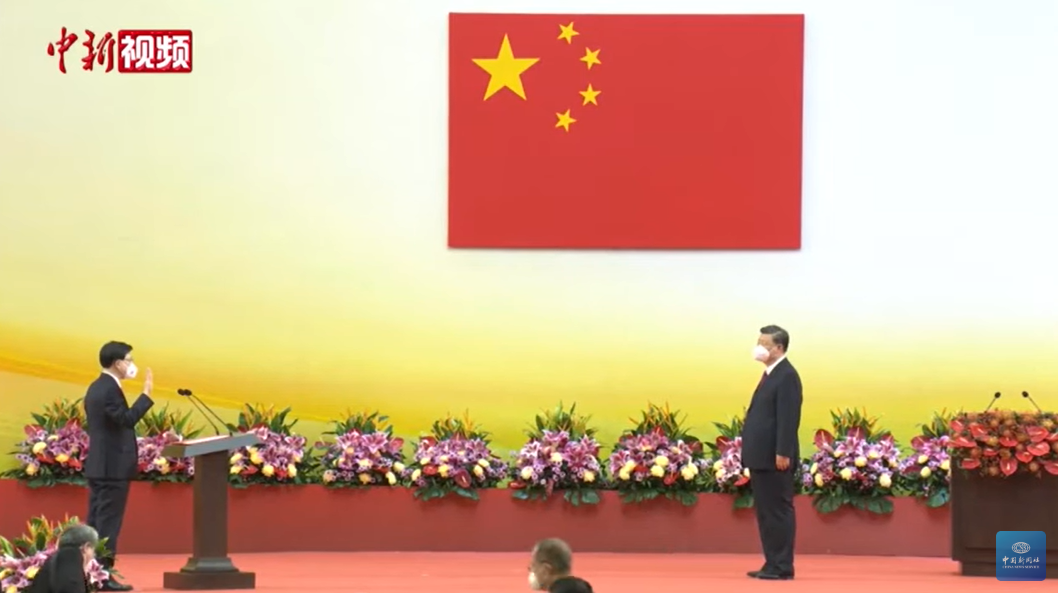
Xi empossando John Lee como chefe executivo durante o 25º aniversário do retorno de Hong Kong à China

Durante sua liderança, Xi apoiou e buscou uma maior integração política e econômica de Hong Kong à China continental, inclusive por meio de projetos como a Ponte de Hong Kong-Macau-Zhuhai. Ele pressionou pelo projeto da Área da Grande Baía, que visa integrar Hong Kong, Macau e outras nove cidades em Guangdong. A pressão de Xi por uma maior integração criou temores de diminuir as liberdades em Hong Kong. Em 2014, um documento publicado pelo Conselho de Estado, intitulado The Practice of the 'One Country, Two Systems' Policy in the Hong Kong Special Administrative Region, destacou-se que o governo central da China tem "jurisdição abrangente" em relação à Hong Kong. Sob Xi, o governo chinês também declarou que a Declaração Conjunta Sino-Britânica era legalmente nula.
Em agosto de 2014, o Comitê Permanente do Congresso Nacional do Povo (CPCNP) tomou uma decisão permitindo o sufrágio universal para a eleição de 2017 do chefe do executivo de Hong Kong, mas também exigindo que os candidatos "amem o país e amem Hong Kong", bem como outras medidas que garantiram que a liderança chinesa seria a derradeira decisão sobre a escolha, levando a protestos, e a eventual rejeição do projeto de reforma no Conselho Legislativo devido a uma desistência do pró- Acampamento de Pequim para atrasar a votação. Na eleição de chefe do Executivo de 2017, Carrie Lam saiu vitoriosa, supostamente com o endosso do Politburo do PCC.
Xi apoiou o governo de Hong Kong e Carrie Lam contra os manifestantes nos protestos em Hong Kong de 2019–2020, que eclodiram após uma proposta de lei que permitiria extradições para a China. Ele defendeu o uso da força pela polícia de Hong Kong, dizendo que "Apoiamos veementemente a polícia de Hong Kong a tomar ações enérgicas para fazer cumprir a lei e o judiciário de Hong Kong a punir conforme a lei aqueles que cometeram crimes violentos". Ao visitar Macau em 20 de dezembro de 2019 como parte do 20º aniversário de seu retorno à China, Xi alertou sobre a interferência de forças estrangeiras em Hong Kong e Macau, ao mesmo tempo, em que insinuou que Macau poderia ser um modelo a ser seguido por Hong Kong.
Em 2020, o CPCNP aprovou uma lei de segurança nacional em Hong Kong que expandiu drasticamente a repressão do governo à oposição na cidade; entre as medidas estavam a restrição dramática à oposição política e a criação de um escritório do governo central fora da jurisdição de Hong Kong para supervisionar a aplicação da lei. Isso foi visto como o culminar de um projeto de longo prazo sob Xi para integrar ainda mais estreitamente Hong Kong ao continente. Xi visitou Hong Kong como presidente em 2017 e 2022, no 20º e 25º aniversário da entrega de Hong Kong, respectivamente. Em sua visita de 2022, ele empossou John Lee como chefe do executivo, um ex-policial apoiado pelo governo chinês para expandir o controle sobre a cidade. Enquanto estava na cidade, ele disse que Hong Kong passou do "caos" para a "estabilidade". Desde que John Lee se tornou chefe-executivo, funcionários do governo de Hong Kong, incluindo o próprio Lee, demonstraram publicamente lealdade a Xi, semelhante ao continente, mas inédito na cidade.

### Direitos humanos
Segundo a Human Rights Watch, Xi "iniciou uma ampla e contínua ofensiva contra os direitos humanos" desde que se tornou líder em 2012. O HRW também disse que a repressão na China está "em seu pior nível desde o massacre da Praça da Paz Celestial". Desde que assumiu o poder, Xi reprimiu o ativismo popular, com centenas de detidos. Ele presidiu a repressão 709 em 9 de julho de 2015, que viu mais de 200 advogados, assistentes jurídicos e ativistas de direitos humanos serem detidos. Seu mandato viu a detenção e prisão de ativistas como Xu Zhiyong, bem como vários outros que se identificaram com o Movimento dos Novos Cidadãos. O proeminente ativista jurídico Pu Zhiqiang, do movimento Weiquan, também foi preso e detido.
Em 2017, o governo local da província de Jiangxi disse aos cristãos para substituir suas fotos de Jesus por Xi Jinping como parte de uma campanha geral contra igrejas não oficiais no país. Segundo a mídia social local, as autoridades "os transformaram de acreditar na religião para acreditar no partido". Segundo os ativistas, "Xi está travando a mais severa repressão sistemática do cristianismo no país desde que a liberdade religiosa foi inscrita na constituição chinesa em 1982" e, segundo pastores e um grupo que monitora a religião na China, envolveu "destruir cruzes, queimando bíblias, fechando igrejas e ordenando que os seguidores assinassem papéis renunciando à sua fé".
Sob Xi, o PCC adotou políticas assimilacionistas em relação às minorias étnicas, reduzindo a ação afirmativa no país até 2019, e descartando uma redação em outubro de 2021 que garantia os direitos das crianças minoritárias de serem educadas em sua língua nativa, substituindo-a com um que enfatizou o ensino da língua nacional. Em 2020, Chen Xiaojiang foi nomeado chefe da Comissão Nacional de Assuntos Étnicos, o primeiro chefe chinês Han do órgão desde 1954. Em 24 de junho de 2022, Pan Yue, outro chinês Han, tornou-se o chefe da comissão, com ele supostamente mantendo políticas assimilacionistas em relação às minorias étnicas. Xi delineou suas opiniões oficiais sobre as relações entre a maioria dos chineses han e as minorias étnicas, dizendo que "nem o chauvinismo han, nem o chauvinismo étnico local são propícios ao desenvolvimento de uma comunidade para a nação chinesa".

### Xinjiang
Após vários ataques terroristas em Xinjiang em 2013 e 2014, os líderes do PCC participaram de uma reunião secreta para encontrar uma solução para os ataques, levando Xi a lançar a Ação especial para reprimir severamente atividades terroristas violentas em 2014, que envolveu detenções em massa e vigilância da etnia uigures. Xi fez uma viagem de inspeção em Xinjiang entre 27 e 30 de abril de 2014. O programa foi amplamente expandido em 2016, após a nomeação de Chen Quanguo como secretário do PCC de Xinjiang. A campanha incluiu a detenção de 1,8 milhão de pessoas em campos de internamento, principalmente uigures, mas também outras minorias étnicas e religiosas, até 2020, e uma campanha de supressão de nascimentos que levou a uma grande queda na taxa de natalidade uigures até 2019. Vários grupos de direitos humanos e ex-presidiários descreveram os campos como "campos de concentração", onde os uigures e outras minorias foram assimilados à força pela maioria da sociedade chinesa de etnia han. Este programa foi chamado de genocídio por alguns observadores, enquanto um relatório do Escritório de Direitos Humanos da ONU disse que eles podem equivaler a crimes contra a humanidade.
Documentos internos do governo chinês vazados para a imprensa em novembro de 2019 mostraram que Xi ordenou pessoalmente uma operação de segurança em Xinjiang, dizendo que o partido deve mostrar "absolutamente nenhuma misericórdia" e que os funcionários usem todas as "armas da ditadura democrática do povo" para reprimir aqueles "infectado com o vírus do extremismo". Os jornais também mostraram que Xi discutiu repetidamente sobre o extremismo islâmico em seus discursos, comparando-o a um "vírus" ou uma "droga" que só poderia ser tratada por "um período de tratamento doloroso e interventivo". No entanto, ele também alertou contra a discriminação contra os uigures e rejeitou propostas para erradicar o Islã na China, chamando esse tipo de ponto de vista de "tendencioso, até errado". O papel exato de Xi na construção de campos de internamento não foi divulgado publicamente, embora se acredite que ele esteja por trás deles e suas palavras tenham sido a fonte de grandes justificativas na repressão em Xinjiang. Nos Arquivos da Polícia de Xinjiang vazados em 2022, um documento citando o Ministro da Segurança Pública Zhao Kezhi sugeria que Xi estava ciente dos campos de internamento.
Em 8 de Julho de 2019, 22 países assinaram uma declaração ao Alto Comissário das Nações Unidas para os Direitos Humanos, na qual apelaram ao fim das detenções em massa na China e exprimiram a sua preocupação com a vigilância e repressão generalizadas em Xinjiang. A 13 de Junho de 2019, a China convida a ONU a visitar os 'Centros de Educação' em Xinjiang, e afirma estar a ajudar a erradicar o extremismo e a dar novas competências às pessoas. Em março do mesmo ano, o vice-ministro dos negócios estrangeiros Le Yucheng afirmou que os "campus" seriam encerrados gradualmente à medida que a ideologia extremista fosse vencida na região.
Em resposta, 50 países assinaram uma carta conjunta ao CDHNU elogiando as "realizações notáveis da China no domínio dos direitos humanos" sob Xi Jinping, afirmando "Agora a segurança e a protecção regressou a Xinjiang e os direitos humanos fundamentais das pessoas de todos os grupos étnicos estão salvaguardados". Também criticaram a prática de "politização das questões dos direitos humanos".
Em Outubro de 2019, 23 países emitiram uma declaração conjunta à ONU instando a China a "manter as suas obrigações e compromissos nacionais e internacionais de respeito pelos direitos humanos".
Em resposta, 54 países emitiram uma declaração conjunta de apoio às políticas chinesas de Xinjiang. A declaração "falou positivamente dos resultados das medidas antiterroristas e de desradicalização em Xinjiang e observou que estas medidas salvaguardaram efectivamente os direitos humanos básicos das pessoas de todos os grupos étnicos".

#### Pandemia do covid-19
Em 20 de janeiro de 2020, Xi comentou pela primeira vez sobre a emergência da pandemia de COVID-19 em Wuhan e ordenou "esforços para conter a propagação" do vírus. Ele deu ao primeiro-ministro Li Keqiang alguma responsabilidade sobre a resposta à COVID-19, no que foi sugerido pelo The Wall Street Journal como uma tentativa de potencialmente se isolar das críticas se a resposta falhasse. O governo inicialmente respondeu à pandemia com um bloqueio e censura, com a resposta inicial causando uma reação generalizada na China. Ele se reuniu com Tedros Adhanom Ghebreyesus, diretor-geral da Organização Mundial da Saúde (OMS), em 28 de janeiro. Der Spiegel relatou que em janeiro de 2020 Xi pressionou Tedros Adhanom a adiar a emissão de um alerta global sobre o surto de COVID-19 e reter informações sobre a transmissão do vírus entre humanos, alegações negadas pela OMS. Em 5 de fevereiro, Xi se reuniu com o primeiro-ministro cambojano, Hun Sen, em Pequim, o primeiro líder estrangeiro com permissão para entrar na China desde o surto. Depois que o surto de COVID-19 ficou sob controle em Wuhan, Xi visitou a cidade em 10 de março.

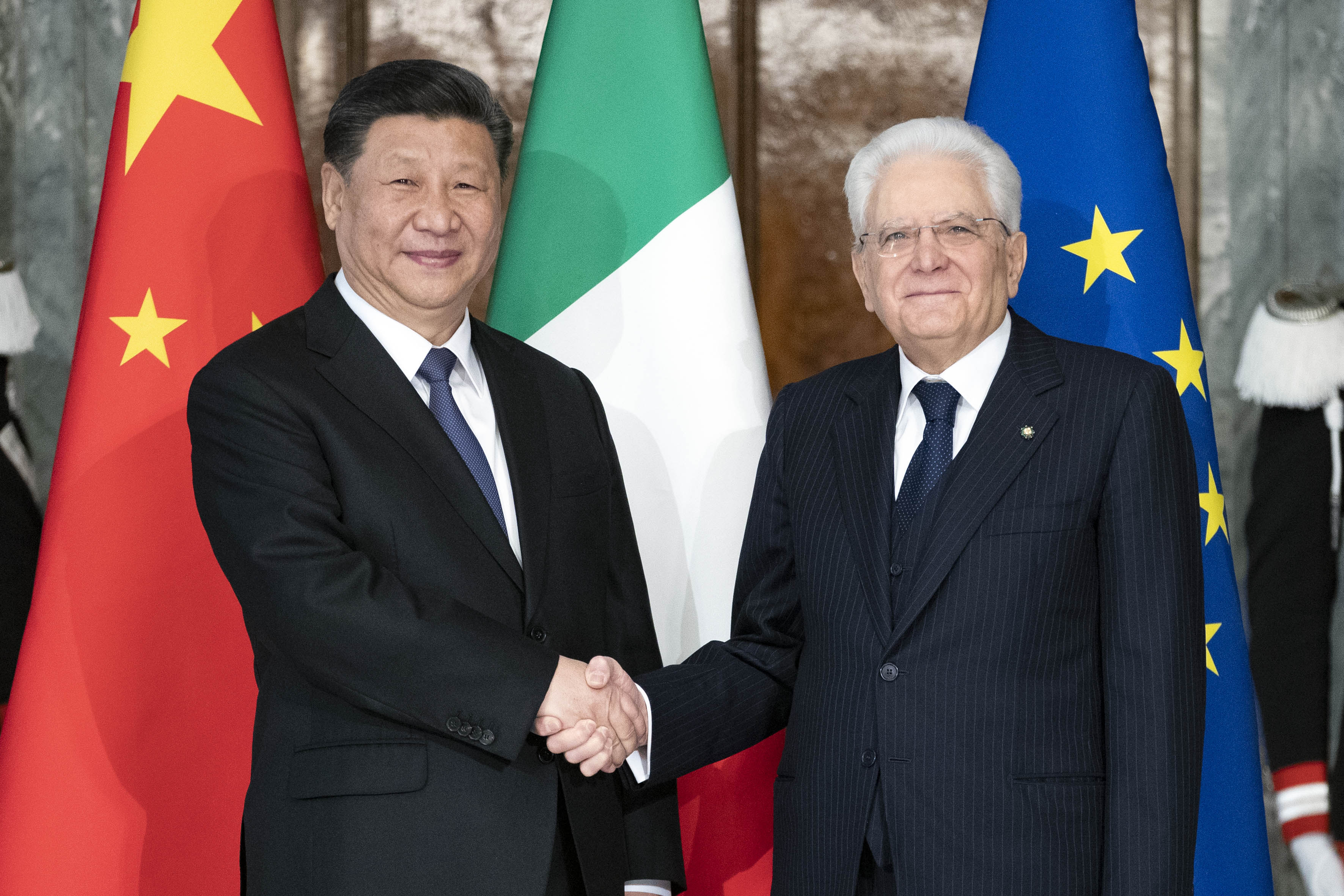
Presidente italiano Sergio Mattarella com Xi em março de 2019

Após controlar o surto em Wuhan, Xi favoreceu o que foi oficialmente denominado "política dinâmica de COVID-zero" que visa controlar e suprimir o vírus o máximo possível dentro das fronteiras do país. Isso envolveu bloqueios locais e testes em massa. Embora inicialmente creditada pela supressão do surto de COVID-19 pela China, a política foi posteriormente criticada por estrangeiros e alguns observadores domésticos por estar fora de contato com o resto do mundo e ter um forte impacto na economia. Essa abordagem foi especialmente criticada durante o bloqueio de Xangai em 2022, que forçou milhões a irem para suas casas e prejudicou a economia da cidade, prejudicando a imagem de Li Qiang, aliado próximo de Xi e secretário do Partido na cidade. Por outro lado, Xi disse que a política foi projetada para proteger a segurança da vida das pessoas. Em 23 de julho de 2022, a Comissão Nacional de Saúde informou que Xi e outros líderes importantes tomaram as vacinas COVID-19 locais.
No 20º Congresso do PCC, Xi confirmou a continuação da política de zero-COVID, afirmando que iria "inabalavelmente" realizar "zero-COVID dinâmico" e prometendo "vencer resolutamente a batalha", embora a China tenha começado uma flexibilização limitada das políticas nas semanas seguintes. Em novembro de 2022, eclodiram protestos contra as políticas de COVID-19 da China, com um incêndio em um prédio de apartamentos em Ürümqi sendo o gatilho. Os protestos foram realizados em várias cidades importantes, com alguns dos manifestantes exigindo o fim do governo de Xi e do PCC. Os protestos foram reprimidos em sua maioria em dezembro, embora o governo tenha diminuído ainda mais as restrições do COVID-19 desde então. Em 7 de dezembro de 2022, a China anunciou mudanças em larga escala em sua política de COVID-19, incluindo permitir a quarentena em casa para infecções leves, reduzir os testes de PCR e diminuir o poder das autoridades locais para implementar bloqueios.

### Politica ambiental
Em setembro de 2020, Xi anunciou que a China "reforçará sua meta climática de 2030 (NDC), atingirá o pico de emissões antes de 2030 e visará alcançar a neutralidade de carbono antes de 2060". Se realizado, isso reduziria o aumento esperado da temperatura global em 0,2–0,3 °C - "a maior redução individual já estimada pelo Climate Action Tracker". Xi mencionou a ligação entre a pandemia de COVID-19 e a destruição da natureza como uma das razões para a decisão, dizendo que "a humanidade não pode mais ignorar os repetidos avisos da natureza". Em 27 de setembro, cientistas chineses apresentaram um plano detalhado de como atingir a meta. Em setembro de 2021, Xi anunciou que a China não construirá projetos de energia a carvão no exterior, o que foi considerado potencialmente "fundamental" na redução de emissões. A Belt and Road Initiative não incluiu o financiamento de tais projetos já no primeiro semestre de 2021.
Xi Jinping não compareceu pessoalmente à COP26. No entanto, uma delegação chinesa liderada pelo enviado de mudança climática Xie Zhenhua compareceu. Durante a conferência, os Estados Unidos e a China concordaram com uma estrutura para reduzir as emissões de GEE por meio da cooperação em diferentes medidas.

### Estilo de governança
Conhecido como um líder muito reservado, pouco se sabe publicamente sobre como Xi toma decisões políticas ou como chegou ao poder. Os discursos de Xi são geralmente divulgados meses ou anos após serem feitos. Xi também nunca deu uma coletiva de imprensa desde que se tornou líder supremo, exceto em raras coletivas de imprensa conjuntas com líderes estrangeiros. O Wall Street Journal informou que Xi prefere microgerenciamento na governança, em contraste com líderes anteriores, como Hu Jintao, que deixou detalhes das principais políticas para funcionários de baixo escalão. Alegadamente, os funcionários ministeriais tentam chamar a atenção de Xi de várias maneiras, com alguns criando apresentações de slides e relatórios de áudio. O Wall Street Journal também informou que Xi criou um sistema de avaliação de desempenho em 2018 para avaliar funcionários em várias medidas, incluindo lealdade. Segundo o The Economist, as ordens de Xi são geralmente vagas, deixando que funcionários de nível inferior interpretem suas palavras. A mídia estatal chinesa Agência de Notícias Xinhua disse que Xi "revisa pessoalmente todos os rascunhos dos principais documentos políticos" e "todos os relatórios enviados a ele, não importa o quão tarde da noite, foram devolvidos com instruções na manhã seguinte". Com relação ao comportamento dos membros do Partido Comunista, Xi enfatiza os "Dois Deveres" (os membros não devem ser arrogantes ou imprudentes e devem manter seu espírito trabalhador) e os "Seis Nãos" (os membros devem dizer não ao formalismo, burocracia, -doação, luxuosas celebrações de aniversário, hedonismo e extravagância).(p52) Xi pediu que os funcionários pratiquem a autocrítica que, segundo os observadores, é para parecer menos corrupto e mais popular entre o povo.

## Posições políticas

### Sonho chinês

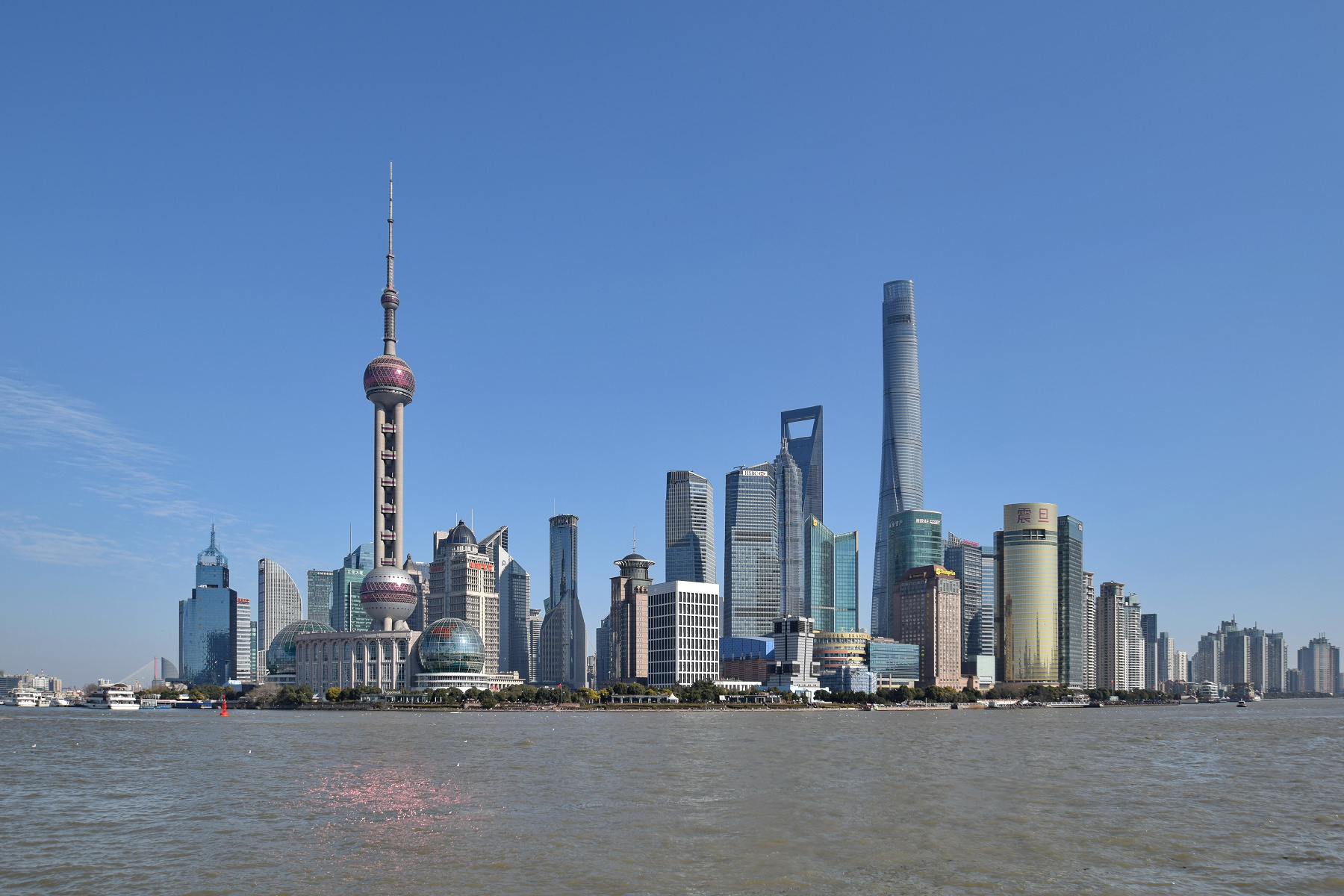
De acordo com o Qiushi, o Sonho Chinês é sobre prosperidade chinesa, esforço coletivo, socialismo e glória nacional

Xi e os ideólogos do PCC cunharam a frase "Sonho Chinês" para descrever seus planos abrangentes para a China. Xi usou a frase pela primeira vez durante uma visita de destaque ao Museu Nacional da China em 29 de novembro de 2012, onde ele e seus colegas do Comitê Permanente estavam participando de uma exposição de "renascimento nacional". Desde então, a frase tornou-se o slogan político da era Xi. A origem do termo "Sonho Chinês" não é clara. Embora a frase tenha sido usada antes por jornalistas e estudiosos, algumas publicações postularam que o termo foi provavelmente inspirado no conceito de sonho americano. O The Economist notou que a natureza abstrata e aparentemente acessível do conceito, sem estipulações políticas abrangentes específicas, pode ser um afastamento deliberado das ideologias pesadas de jargão de seus predecessores. Xi vinculou o "Sonho Chinês" à frase "grande rejuvenescimento da nação chinesa".

### Renascimento cultural
Nos últimos anos, os principais líderes políticos do PCC, como Xi, supervisionaram a reabilitação de antigas figuras filosóficas chinesas como Han Fei na corrente principal do pensamento chinês ao lado do confucionismo. Em uma reunião com outras autoridades em 2013, ele citou Confúcio, dizendo que "aquele que governa pela virtude é como a Estrela Polar, mantém seu lugar e a multidão de estrelas presta homenagem". Ao visitar Shandong, o local de nascimento de Confúcio, em novembro, ele disse a estudiosos que o mundo ocidental estava “sofrendo uma crise de confiança” e que o PCC tem sido “o leal herdeiro e promotor da excelente cultura tradicional da China”.
De acordo com vários analistas, a liderança de Xi foi caracterizada por um ressurgimento da antiga filosofia política Legalismo. Han Fei ganhou novo destaque com citações favoráveis; uma frase de Han Fei citada por Xi apareceu milhares de vezes na mídia oficial chinesa nos níveis local, provincial e nacional. Xi também apoiou o filósofo neoconfucionista Wang Yangming, dizendo aos líderes locais para promovê-lo.
Xi também supervisionou um renascimento da cultura tradicional chinesa, rompendo com o caminho anterior do PCC, que frequentemente o atacava. Ele chamou a cultura tradicional de "alma" da nação e o "fundamento" da cultura do PCC. Xi também pediu a integração dos princípios básicos do marxismo com a cultura tradicional da China. Hanfu, o traje tradicional dos chineses Han, viu um renascimento sob ele, associado ao renascimento da cultura tradicional. Ele estabeleceu as "quatro questões de confiança", que mais tarde foram adicionadas à constituição do PCC, pedindo aos membros do PCC, funcionários do governo e ao povo chinês que sejam "confiantes em nosso caminho escolhido, confiantes em nossas teorias orientadoras, confiantes em nosso sistema político e confiante em nossa cultura". Ele revelou a iniciativa de Civilização Global em 2023, pedindo "respeitar a diversidade das civilizações, defender os valores comuns da humanidade, valorizar a herança e a inovação das civilizações e fortalecer os intercâmbios e a cooperação internacional entre pessoas".

### Ideologia
Xi disse que "somente o socialismo pode salvar a China". Xi também declarou que o socialismo de Deng Xiaoping com características chinesas é o "único caminho correto para realizar o rejuvenescimento nacional". Segundo a BBC News, enquanto o PCC foi visto como tendo abandonado sua ideologia comunista desde que iniciou as reformas econômicas na década de 1970, alguns observadores acreditam que Xi acredita mais na "ideia de um projeto comunista", sendo descrito como marxista-leninista pelo ex-primeiro-ministro australiano Kevin Rudd. A ênfase de Xi em priorizar a ideologia incluiu reafirmar a eventual realização do comunismo como o objetivo do Partido e repreender aqueles que descartam o comunismo como impraticável ou irrelevante. Xi descreveu o ideal comunista como o "cálcio" na espinha de um membro do Partido, sem o qual o membro do Partido sofreria a "osteoporose" da decadência política e seria incapaz de ficar de pé.

Subscrevendo a visão de que o socialismo acabará triunfando sobre o capitalismo, Xi disse que "a análise de Marx e Engels sobre as contradições básicas da sociedade capitalista não está desatualizada, nem a visão materialista histórica de que o capitalismo está fadado a morrer e o socialismo está fadado a vencer". Xi supervisionou o aumento da "Economia Política Socialista com Características Chinesas" como um importante tópico de estudo para acadêmicos na China, visando diminuir a influência da economia influenciada pelo ocidente. Embora tenha chamado a atenção para o que considera ser uma "expansão desordenada do capital", ele também disse que "é necessário estimular a vitalidade do capital de todos os tipos, incluindo o capital não público, e dar pleno desempenho ao seu papel positivo ".

O sucesso da China prova que o socialismo não está morto. Está prosperando. Imagine o seguinte: se o socialismo tivesse fracassado na China, se nosso partido comunista tivesse entrado em colapso como o partido na União Soviética, então o socialismo global cairia em uma longa era das trevas. E o comunismo, como Karl Marx disse uma vez, seria um espectro assombroso vagando no limbo.

—Xi Jinping durante um discurso em 2018
Xi apoiou um maior controle do PCC sobre a República Popular da China, dizendo que "o governo, os militares, a sociedade e as escolas, norte, sul, leste e oeste - o partido lidera todos". Durante o 100º aniversário do PCC em 2021, ele disse que "sem o Partido Comunista da China, não haveria uma nova China e nenhum rejuvenescimento nacional" e que "a liderança do Partido é a característica definidora do socialismo com características chinesas e constitui a maior força deste sistema". Ele disse que a China, apesar de muitos contratempos, alcançou grande progresso sob o PCC, dizendo que "o socialismo com características chinesas se tornou o porta-estandarte do desenvolvimento socialista do século XXI". No entanto, ele também alertou que levará muito tempo para a China sob o PCC completar seu rejuvenescimento e durante esse período, os membros do partido devem estar vigilantes para não deixar o governo do PCC entrar em colapso.
Xi descartou um sistema multipartidário para a China, dizendo que "a monarquia constitucional, a restauração imperial, o parlamentarismo, um sistema multipartidário e um sistema presidencial, nós os consideramos, tentamos, mas nenhum funcionou". No entanto, Xi considera a China uma democracia, dizendo que "a democracia socialista da China é a democracia mais abrangente, genuína e eficaz". A definição de democracia da China é diferente das democracias liberais e está enraizada no marxismo-leninismo, e é baseada nas frases "Ditadura Democrática Popular" e "Centralismo Democrático". Xi também cunhou o termo "democracia popular de todo o processo", que ele disse ser sobre ter "o povo como mestre". Analistas e observadores estrangeiros contestaram amplamente que a China seja uma democracia, dizendo que é um estado autoritário de partido único e que Xi é um líder autoritário. Alguns observadores chamaram Xi de ditador, citando a grande centralização de poder em torno dele, invisível em comparação com seus predecessores. Xi também rejeitou a ocidentalização como a única maneira de modernizar, em vez de promover o que ele chama de "modernização ao estilo chinês". Ele identificou cinco conceitos como parte da modernização ao estilo chinês, incluindo modernização de uma enorme população, prosperidade comum, avanço material e ético-cultural, harmonia entre a humanidade e a natureza e desenvolvimento pacífico.

### Documento Número Nove
O Documento n.º 9, oficialmente ″Comunicado sobre o Estado Atual da Esfera Ideológica″, é um documento interno confidencial amplamente divulgado dentro do PCC em 2013 pela Secretaria-Geral do partido. Foi publicado em julho de 2012. O documento adverte oficialmente sobre a promoção de sete perigosos valores ocidentais:
- Democracia Constitucional Ocidental: uma tentativa de minar a liderança atual e o sistema de governança do socialismo com características chinesas;
- "Valores universais" na tentativa de enfraquecer os fundamentos teóricos da direção do Partido;
- A sociedade civil na tentativa de desmantelar a base social do partido no poder;
- Neoliberalismo, tentando mudar o Sistema Econômico Básico da China;
- A ideia de jornalismo de West, desafiando o princípio da China de que a mídia e o sistema editorial devem estar sujeitos à disciplina do Partido;
- Niilismo histórico, tentando minar a história do PCC e da Nova China; e
- Questionando a Reforma e Abertura e a natureza socialista do socialismo com características chinesas.

Embora seja anterior à ascensão formal de Xi Jinping aos principais cargos do partido e do estado, o lançamento deste documento interno, que introduziu novos tópicos que antes não estavam "fora dos limites", estava sendo intimamente associado a Xi Jinping pelo The New York Times.

### Pensamento de Xi Jinping

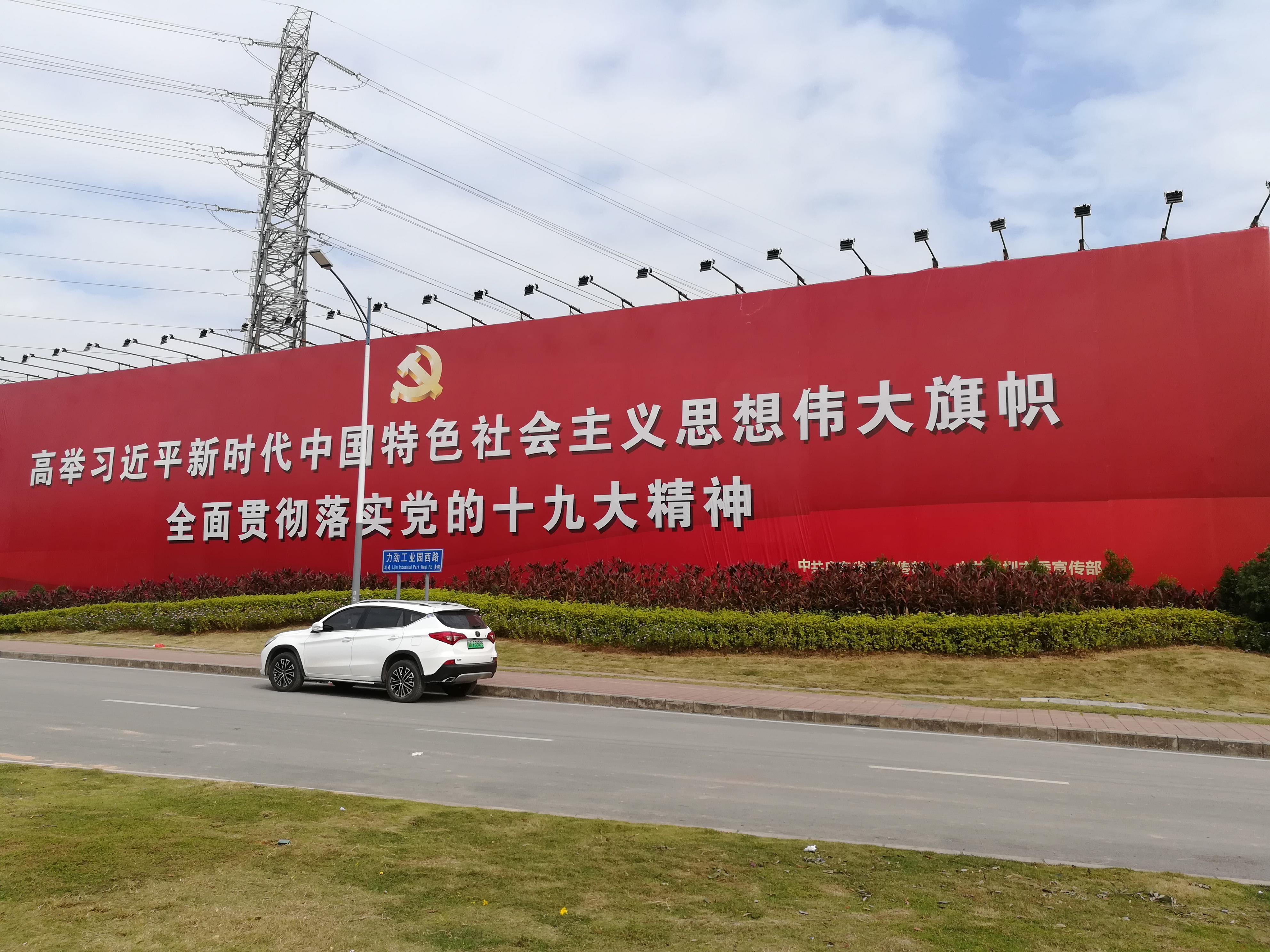
Um outdoor promovendo o pensamento de Xi Jinping em Shenzhen

Em setembro de 2017, o Comitê Central do PCC decidiu que as filosofias políticas de Xi, geralmente referidas como "Pensamento de Xi Jinping sobre o Socialismo com Características Chinesas para uma Nova Era", se tornariam parte da Constituição do Partido. Xi mencionou pela primeira vez o "Pensamento sobre o Socialismo com Características Chinesas para uma Nova Era" em seu discurso de abertura proferido no 19º Congresso do Partido em outubro de 2017. Seus colegas do Comitê Permanente do Politburo, em suas próprias análises do discurso de abertura de Xi no Congresso, acrescentaram o nome "Xi Jinping" antes de "Pensamento". Em 24 de outubro de 2017, em sua sessão de encerramento, o 19º Congresso do Partido aprovou a incorporação do Pensamento de Xi Jinping na Constituição do PCC, enquanto em março de 2018, o Congresso Nacional do Povo mudou a constituição do estado para incluir o Pensamento de Xi Jinping.

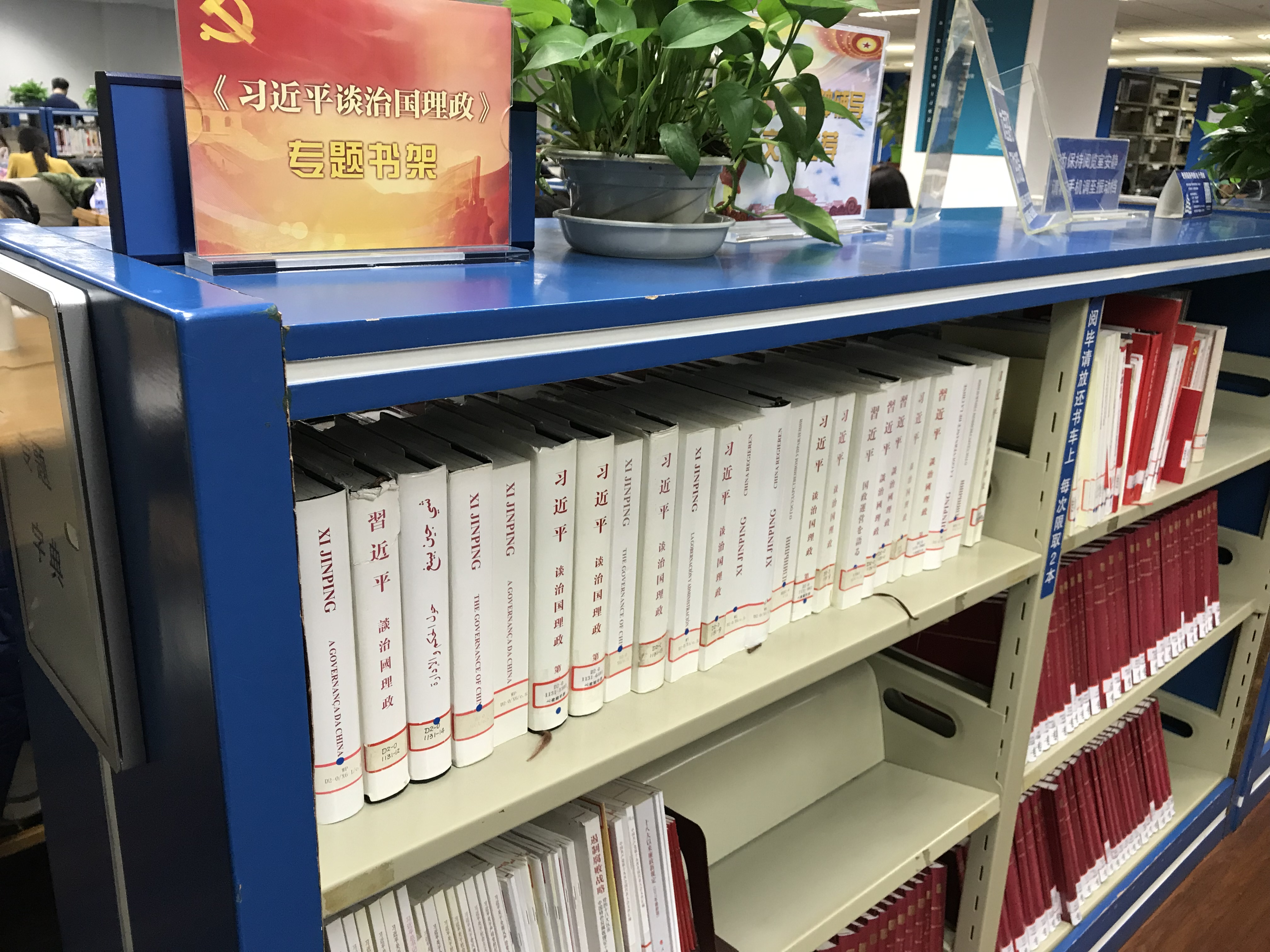
A Governança da China em diferentes idiomas apresentada na Biblioteca de Xangai

O próprio Xi descreveu o Pensamento como parte do amplo quadro criado em torno do socialismo com características chinesas, termo cunhado por Deng Xiaoping que coloca a China no estágio primário do socialismo. Na documentação oficial do partido e nos pronunciamentos dos colegas de Xi, o Pensamento é considerado uma continuação do Marxismo-Leninismo, do Pensamento de Mao Zedong, da Teoria de Deng Xiaoping, dos Três Representantes e da Perspectiva Científica sobre o Desenvolvimento, como parte de uma série de ideologias orientadoras que incorporam o "marxismo adaptado às condições chinesas" e considerações contemporâneas. Além disso, foi descrito como o "marxismo do século XXI" por dois professores da Escola Central do PCC. Wang Huning, um importante conselheiro político e aliado próximo de Xi, foi descrito como fundamental para o desenvolvimento do pensamento de Xi Jinping. Os conceitos e o contexto por trás do Pensamento de Xi Jinping são elaborados na série de livros de Xi, A Governança da China, publicada pela, Edições em Línguas Estrangeiras para um público internacional. O volume um foi publicado em setembro de 2014, seguido pelo volume dois em novembro de 2017.
Um aplicativo para ensinar o Pensamento de Xi Jinping se tornou o aplicativo de smartphone mais popular na China em 2019, quando o PCC, governante do país, lançou uma nova campanha que convoca seus quadros a mergulhar na doutrina política todos os dias. Xuexi Qiangguo é agora o item mais baixado na App Store doméstica da Apple, superando em demanda aplicativos de mídia social como WeChat e TikTok. Em 2021, o governo incluiu o Pensamento de Xi Jinping no currículo, inclusive para alunos do ensino fundamental à universidade, o que gerou resistência dos pais. Durante grande parte dos 30 anos anteriores, a ideologia política e a doutrina comunista não eram um padrão ensinado nas escolas chinesas até o ensino médio, e os livros didáticos apresentavam um conjunto mais amplo de líderes chineses com menos ênfase em um único líder como Xi.

## Vida pessoal

### Família

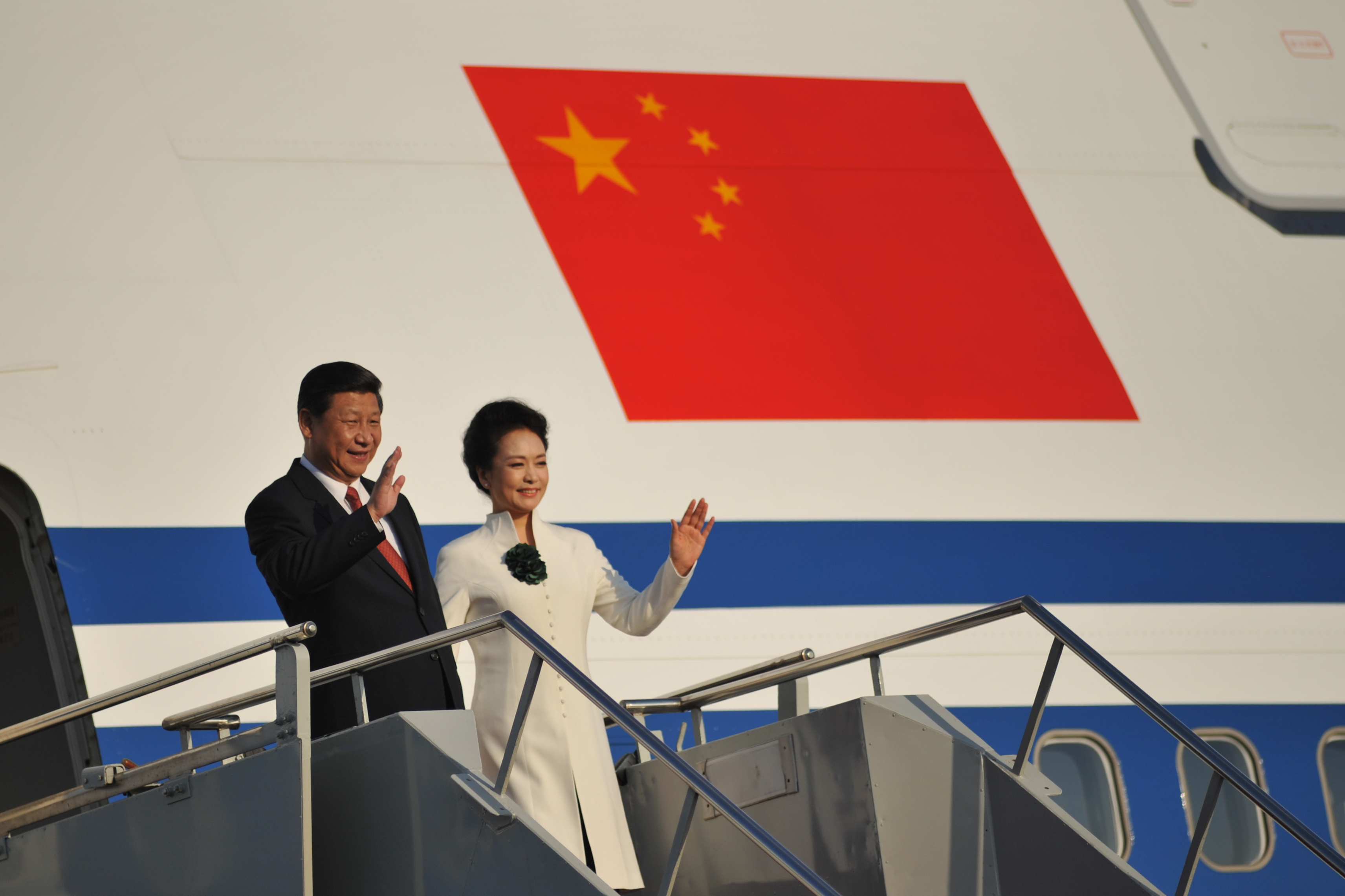
Em 2013, Xi Jinping e sua esposa Peng Liyuan desembarcando em Bali, na Indonésia, preparando-se para participar da Reunião de Líderes Econômicos da APEC

O primeiro casamento de Xi foi com Ke Lingling, filha de Ke Hua, embaixador da China no Reino Unido no início dos anos 1980. Eles se divorciaram em poucos anos. Os dois brigavam "quase todos os dias" e, após o divórcio, Ke mudou-se para a Inglaterra. Em 1987, Xi se casou com a proeminente cantora folk chinesa Peng Liyuan. Xi e Peng foram apresentados por amigos como muitos casais chineses na década de 1980. Xi era supostamente acadêmico durante o namoro, perguntando sobre técnicas de canto. Peng Liyuan, um nome familiar na China, era mais conhecido do público do que Xi até sua ascensão política. O casal era separado frequentemente devido às suas vidas profissionais distintas. Peng desempenhou um papel muito mais visível como a "primeira-dama" da China em comparação com seus predecessores; por exemplo, Peng recebeu a primeira-dama dos EUA, Michelle Obama, em sua visita de destaque à China em março de 2014.
Xi e Peng têm uma filha chamada Xi Mingze, que se formou na Universidade de Harvard na primavera de 2015. Enquanto estava em Harvard, ela usou um pseudônimo e estudou psicologia e inglês. A família de Xi tem uma casa em Jade Spring Hill, um jardim e área residencial no noroeste de Pequim administrado pelo CMC.
Em junho de 2012, a Bloomberg News informou que membros da família extensa de Xi têm interesses comerciais substanciais, embora não haja evidências de que ele tenha intervindo para ajudá-los. O site da Bloomberg foi bloqueado na China continental em resposta ao artigo. Desde que Xi embarcou em uma campanha anticorrupção, o The New York Times relatou que membros de sua família estavam vendendo seus investimentos corporativos e imobiliários a partir de 2012. Parentes de altos funcionários chineses, incluindo sete atuais e ex-líderes seniores do Politburo do PCC, foram citados nos Panama Papers, incluindo Deng Jiagui, cunhado de Xi. Deng tinha duas empresas de fachada nas Ilhas Virgens Britânicas enquanto Xi era membro do Comitê Permanente do Politburo, mas elas estavam inativas quando Xi se tornou secretário-geral do PCC em novembro de 2012.

### Personalidade
Peng descreveu Xi como trabalhador e pé no chão: "Quando ele chega em casa, nunca senti como se houvesse algum líder na casa. Aos meus olhos, ele é apenas meu marido". Em 1992, a jornalista do Washington Post Lena H. Sun obteve uma entrevista com Xi, então secretário do PCC em Fuzhou; Sun descreveu Xi como consideravelmente mais à vontade e confiante do que muitos funcionários de sua idade e disse que ele falava sem consultar anotações. Ele foi descrito em um artigo do The Washington Post de 2011 por aqueles que o conhecem como "pragmático, sério, cauteloso, trabalhador, pé no chão e discreto". Ele foi descrito como uma boa mão na resolução de problemas e "aparentemente desinteressado nas armadilhas do alto cargo".

## Vida pública
É difícil avaliar a opinião do público chinês sobre Xi, já que não existem pesquisas independentes na China e a mídia social é fortemente censurada. No entanto, acredita-se que ele seja amplamente popular no país. De acordo com uma pesquisa de 2014 co-patrocinada pelo Ash Center for Democratic Governance and Innovation da Harvard Kennedy School, Xi classificou-se em 9 de 10 em índices de aprovação doméstica. Uma pesquisa YouGov divulgada em julho de 2019 constatou que cerca de 22% das pessoas na China continental listam Xi como a pessoa que mais admiram, uma pluralidade, embora esse número seja 5% para os residentes de Hong Kong. Na primavera de 2019, o Pew Research Center fez uma pesquisa sobre a confiança em Xi Jinping entre as médias de seis países com base na Austrália, Índia, Indonésia, Japão, Filipinas e Coreia do Sul, que indicou que uma média de 29% confiam em que Xi Jinping fará a coisa certa em relação aos assuntos mundiais, enquanto uma média de 45% não confia; esses números são ligeiramente superiores aos do líder norte-coreano Kim Jong Un (23% de confiança, 53% sem confiança). Uma pesquisa da Politico e da Morning Consult em 2021 descobriu que 5% dos americanos têm uma opinião favorável de Xi, 38% desfavorável, 17% sem opinião e 40%, uma pluralidade, nunca tendo ouvido falar dele.
Em 2017, A revista The Economist o nomeou a pessoa mais poderosa do mundo. Em 2018, a Forbes o classificou como a pessoa mais poderosa e influente do mundo, substituindo o presidente russo Vladimir Putin, que ocupou por cinco anos consecutivos a posição. Desde 2013, Repórteres Sem Fronteiras, uma organização internacional sem fins lucrativos e não governamental com o objetivo declarado de salvaguardar o direito à liberdade de informação, incluiu Xi entre a lista de predadores da liberdade de imprensa.
Ao contrário dos líderes chineses anteriores, a mídia estatal chinesa deu uma visão mais abrangente da vida privada de Xi, embora ainda seja estritamente controlada. Segundo a Agência de Notícias Xinhua, Xi nadaria um quilômetro e caminharia todos os dias enquanto houvesse tempo, e está interessado em escritores estrangeiros, especialmente russos. Ele é conhecido por amar filmes e programas de TV como O Resgate do Soldado Ryan, The Departed, The Godfather e Game of Thrones, também elogiando o cineasta independente Jia Zhangke. A mídia estatal chinesa também o classificou como uma figura paterna e um homem do povo, determinado a defender os interesses chineses.

## Honras
| Condecoração | Condecoração                                    | País/Organização              | Data                   | Observação                                                | Ref.    |
| ------------ | ----------------------------------------------- | ----------------------------- | ---------------------- | --------------------------------------------------------- | ------- |
|              | A Ordem Olímpica Dourada                        | Comitê Olímpico Internacional | 19 de novembro de 2013 | O maior prêmio do movimento olímpico                      | [ 557 ] |
|              | Grande Cordão da Ordem de Leopoldo              | Bélgica                       | 19 de novembro de 2013 | A mais alta ordem da Bélgica                              | [ 558 ] |
|              | Grande Cordão da Ordem do Libertador            | Venezuela                     | 20 de julho de 2014    | A mais alta ordem da Venezuela                            | [ 559 ] |
|              | Ordem de José Martí                             | Cuba                          | 22 de julho de 2014    | Ordem de Cuba                                             | [ 560 ] |
|              | Nishan-e-Paquistão                              | Paquistão                     | 21 de abril de 2015    | O maior prêmio civil do Paquistão                         | [ 561 ] |
|              | Ordem de Abdulaziz al Saud                      | Arábia Saudita                | 19 de janeiro de 2016  | Ordem de Mérito da Arábia Saudita                         | [ 562 ] |
|              | Colar da Ordem da República da Sérvia           | Sérvia                        | 18 de junho de 2016    | A mais alta ordem do estado da Sérvia                     | [ 563 ] |
|              | Ordem para a Promoção da Paz e da Amizade       | Bielorrússia                  | 29 de setembro de 2016 | Ordem da Bielorrússia                                     | [ 564 ] |
|              | Medalha de Honra da Grande Cruz                 | Peru                          | 21 de novembro de 2016 | Medalha do Peru                                           | [ 565 ] |
|              | Ordem de Santo André                            | Russia                        | 3 de julho de 2017     | A mais alta ordem da Rússia                               | [ 566 ] |
|              | Grande Colar do Estado da Palestina             | Palestina                     | 18 de julho de 2017    | A mais alta ordem civil da Palestina                      | [ 567 ] |
|              | Ordem de Zayed                                  | Emirados Árabes Unidos        | 20 de julho de 2018    | A mais alta condecoração civil dos Emirados Árabes Unidos | [ 568 ] |
|              | Grã-Cruz da Ordem do Leão                       | Senegal                       | 29 de julho de 2018    | Ordem do Senegal                                          | [ 569 ] |
|              | Colar da Ordem do Libertador General San Martin | Argentina                     | 2 de dezembro de 2018  | Ordem da Argentina                                        | [ 570 ] |
|              | Ordem de Manas                                  | Quirguistão                   | 13 de junho de 2019    | A mais alta ordem do Quirguistão                          | [ 571 ] |
|              | Ordem da coroa                                  | Tadjiquistão                  | 15 de junho de 2019    | Ordem do Tajiquistão                                      | [ 572 ] |
|              | Ordem da Águia Dourada                          | Cazaquistão                   | 14 de setembro de 2022 | A mais alta ordem do Cazaquistão                          | [ 573 ] |
|              | Ordem da Amizade                                | Uzbequistão                   | 15 de setembro de 2022 | Prêmio estadual do Uzbequistão                            | [ 574 ] |

### Chave da cidade
Xi possui uma "chave da cidade", uma honra concedida aos convidados para simbolizar sua importância, em:
- Muscatine, Iowa, Estados Unidos (26 de abril de1985)[575][576]
- Montego Bay, Jamaica (13 de fevereiro de 2009)[69]
- Muscatine, Iowa,  Estados Unidos (14 de Fevereiro de 2012)[575]
- San José, Costa Rica (3 de junho de 2013)[577]
- Cidade do México, México (5 de junho de 2013)[578]
- Buenos Aires, Argentina (19 de julho de 2014)[579]
- Praga, República Tcheca (29 de março de 2016)[580]
- Madrid, Espanha (28 de novembro de 2018)[581]

### Doutorados honoris causa
- Universidade Nazarbayev (7 de setembro de 2013)[582]
- Universidade de Joanesburgo (11 de abril de 2019)[583]
- Universidade Estatal de São Petersburgo (6 de junho de 2019)[584]
- Universidade Rei Saud (8 de dezembro de 2022)[585]

## Obras
- Xi, Jinping (1999). Theory and Practice on Modern Agriculture. Fuzhou: Fujian Education Press
- Xi, Jinping (2001). A Tentative Study on China's Rural Marketization (PDF). Beijing: Tsinghua University (Doctoral Dissertation). Arquivado do original (PDF) em 17 de janeiro de 2013
- Xi, Jinping (2007). Zhijiang Xinyu. Hangzhou: Zhengjiang People's Publishing House. ISBN 9787213035081
- Xi, Jinping (2014). A Governança da China. I. Beijing: Foreign Languages Press. ISBN 9787119090573
- Xi, Jinping (2014). General Secretary Xi Jinping important speech series. I. Beijing: People's Publishing House & Study Publishing House. ISBN 9787119090573
- Xi, Jinping (2016). General Secretary Xi Jinping important speech series. II. Beijing: People's Publishing House & Study Publishing House. ISBN 9787514706284
- Xi, Jinping (2017). The Governance of China. II. Beijing: Foreign Languages Press. ISBN 9787119111643
- Xi, Jinping (2018). Quotations from Chairman Xi Jinping. Beijing: Some units of the PLA
- Xi, Jinping (2019). The Belt And Road Initiative. Beijing: Foreign Languages Press. ISBN 978-7119119960
- Xi, Jinping (2020). The Governance of China. III. Beijing: Foreign Languages Press. ISBN 9787119124117
- Xi, Jinping (2020). On Propaganda and Ideological Work of Communist Party. Beijing: Central Party Literature Press. ISBN 9787507347791
- Xi, Jinping (2021). On History of the Communist Party of China. Beijing: Central Party Literature Press. ISBN 9787507348033
- Xi, Jinping (2022). The Governance of China. IV. Beijing: Foreign Languages Press. ISBN 9787119130941

## Cronologia
Segue abaixo a cronologia da vida de Xi Jinping:
| Data      | Nota |
| --------- | --- |
| 1953      | Nasce em Fuping, província de Shaanxi. |
| 1969–1975 | Trabalhou como um jovem educado enviado para o campo de Liangjiahe, Comuna de Wen'anyi, Condado de Yanchuan, província de Shaanxi, e serviu como secretário do Partido. |
| 1975–1979 | Estudante de síntese orgânica básica no Departamento de Engenharia Química da Universidade de Tsinghua. |
| 1979–1982 | Secretário na Secretaria-Geral do Conselho de Estado e do Gabinete Geral da Comissão Militar Central (como um oficial em serviço ativo). |
| 1982–1983 | Secretário-adjunto do comitê do PCC de Zhengding, província de Hebei |
| 1983–1985 | Secretário do Comitê Municipal de Hengding, província de Hebei. |
| 1985–1988 | Membro do Comité Permanente do Comitê do Partido Municipal e vice-prefeito de Xiamen, província de Fujian. |
| 1988–1990 | Secretário Comitê do PCC da Prefeitura Ningde, Província de Fujian. |
| 1990–1993 | Secretário do Comitê Municipal de Fuzhou PCC e presidente do Comitê Permanente da Assembléia Popular Municipal de Fuzhou, província de Fujian. |
| 1993–1995 | Membro da Comissão Permanente do Comité Provincial de Fujian PCC, secretário do Comitê Municipal de Fuzhou CPC e presidente do Comitê Permanente da Assembléia Popular Municipal de Fuzhou. |
| 1995–1996 | O secretário-adjunto do Comité Provincial de Fujian PCC, secretário do Comitê Municipal de Fuzhou e presidente do Comitê Permanente da Assembleia Popular Municipal de Fuzhou. |
| 1996–1999 | Secretário-adjunto da Comissão Provincial PCC Fujian. |
| 1999–2000 | Secretário-adjunto do Comité Provincial de Fujian PCC e governador em exercício da província de Fujian. |
| 2000–2002 | Secretário-adjunto da Comissão Provincial de Fujian PCC e governador da província de Fujian (1998-2002 Estudou teoria marxista e educação ideológica em um on-the-job programa de pós-graduação da Faculdade de Ciências Humanas e Sociais da Universidade de Tsinghua e se formou com um grau LLD). |
| 2002–2002 | Secretário-adjunto do Comité Provincial de Zhejiang CPC e governador em exercício da província de Zhejiang. |
| 2002–2003 | Secretário do Comité Provincial de Zhejiang PCC e governador em exercício da província de Zhejiang. |
| 2003–2007 | Secretário da Comissão Provincial de Zhejiang PCC e presidente do Comité Permanente da Assembleia Popular Provincial de Zhejiang. |
| 2007–2007 | Secretário do Comitê Municipal de Shanghai PCC. |
| 2007–2008 | Membro do Comitê Permanente do Birô Político do Comitê Central do PCC, membro do Secretariado do Comitê Central do PCC e presidente do Partido Escola do Comitê Central do PCC. |
| 2008–2010 | Membro do Comitê Permanente do Birô Político do Comitê Central do PCC, membro do Secretariado do Comitê Central do PCC, vice-presidente da República Popular da China e presidente da Escola do Partido do Comitê Central do PCC.                                                                    |
| 2010      | Vice-presidente da Comissão Militar Central PCC. |
| 2012      | Nomeado Secretário-Geral do Partido Comunista da China e Presidente, sucedendo Hu Jintao. |
| 2014      | Lança o livro A Governança da China |
| 2017      | Reeleito para o segundo mandado como Secretário-Geral do Partido Comunista da China. |
| 2018      | É nomeado pelo Parlamento Chinês presidente vitalício da China. |
| 2022      | Reeleito para o terceiro mandado como Secretário-Geral do Partido Comunista da China. |

### Obras citadas
- Bouée, Charles-Edouard (2010). China's Management Revolution: Spirit, Land, Energy. Londres: Palgrave Macmillan. ISBN 978-0-230-28545-3
- Simon, Denis Fred; Cong, Cao (2009). China's Emerging Technological Edge: Assessing the Role of High-End Talent. Cambridge: Cambridge University Press. ISBN 978-0-521-88513-3
- Lam, Willy (2015). Chinese Politics in the Era of Xi Jinping: Renaissance, Reform, or Retrogression?. Abingdon-on-Thames: Routledge. ISBN 978-0765642097
- Heilmann, Sebastian (2017). China's Political System. Lanham: Rowman & Littlefield. ISBN 978-1442277342
- Bougon, François (2018). Inside the Mind of Xi Jinping. Londres: C. Hurst & Co. ISBN 9781849049849
- Goodman, David S. G. (2015). Handbook of the Politics of China. Cheltenham: Edward Elga. ISBN 9781782544371
- Economy, Elizabeth C. (2018). The Third Revolution: Xi Jinping and the New Chinese State. Oxford: Oxford University Press. ISBN 9780190866075
- Pieke, Frank N.; Hofman, Bert, eds. (2022). CPC Futures: The New Era of Socialism with Chinese Characteristics. Singapura: National University of Singapore Press. ISBN 9789811852060. OCLC 1354535847. doi:10.56159/eai.52060
- Chun, Han Wong (2023). Party of One: The Rise of Xi Jinping and China's Superpower Future. Nova Iorque: Simon & Schuster. 48 páginas. ISBN 9781982185732